# Islas Feroe
Las islas Feroe (en feroés: Føroyar, en danés: Færøerne, «islas de las ovejas») son un país insular europeo. Tiene el estatus  de nación constituyente, como Groenlandia, del Reino de Dinamarca, integrada por un pequeño archipiélago ubicado en el Atlántico Norte, entre el Reino Unido, Noruega e Islandia. El archipiélago tiene una superficie de 1393 km² y poco menos de cincuenta mil habitantes, de los cuales cerca de veinte mil viven en la capital, Tórshavn, y en su área conurbana. No forma parte de la Unión Europea.
El archipiélago feroés consta de 18 islas de origen volcánico, de las cuales diecisiete están habitadas. Su territorio es predominantemente montañoso, con acantilados que sirven de hábitat a miles de aves marinas. Está dominado por praderas y carece de bosques. El clima es oceánico, moderado por la corriente del Golfo. Hay suficientes recursos hídricos, pero en general el suelo es pobre y los recursos naturales escasos. La economía depende fundamentalmente de la pesca y su industria derivada. No obstante, la sociedad feroesa cuenta con un estado de bienestar y un índice de desarrollo bastante elevado.
El archipiélago fue colonizado hacia el siglo X por emigrantes nórdicos, aunque se tienen indicios de asentamientos previos de población de origen celta. Formó parte de la corona noruega y a partir del siglo XVI el territorio fue gobernado desde Copenhague.
Desde 1948, las Islas Feroe tienen un primer ministro y un parlamento propios y envían dos representantes al Parlamento danés. Actualmente están autogobernadas en casi todos los aspectos, exceptuando defensa, relaciones exteriores, sistema legal y política cambiaria. Los feroeses tienen un gran sentido de identidad nacional, con una cultura nórdica propia, su lengua nacional e incluso su Iglesia oficial. Sin embargo, las posturas sobre el estatus de su relación con Dinamarca se debaten entre la plena independencia y el mantenimiento de la autonomía dentro del Estado danés.

## Etimología
En feroés, el nombre aparece como Føroyar. Oyar representa el plural de oy, que en feroés antiguo significa «isla». Debido a los cambios de sonido, la palabra feroesa moderna para isla es oyggj. El primer elemento, før, puede reflejar una palabra nórdica antigua fær (oveja), aunque este análisis se discute a veces porque el feroés utiliza ahora la palabra seyður (del nórdico antiguo sauðr) para significar «oveja». Otra posibilidad es que los monjes irlandeses, que se asentaron en la isla hacia el año 625, ya hubieran dado a las islas un nombre relacionado con la palabra gaélica fearrann, que significa «tierra» o «finca». Este nombre podría haber sido transmitido a los colonos noruegos, que añadieron oyar (islas), por lo que el nombre se traduce como «Islas de las Ovejas» o «Islas de Fearrann».
En danés, el nombre Færøerne contiene los mismos elementos, aunque øerne es el plural definido de ø (isla).

## Historia

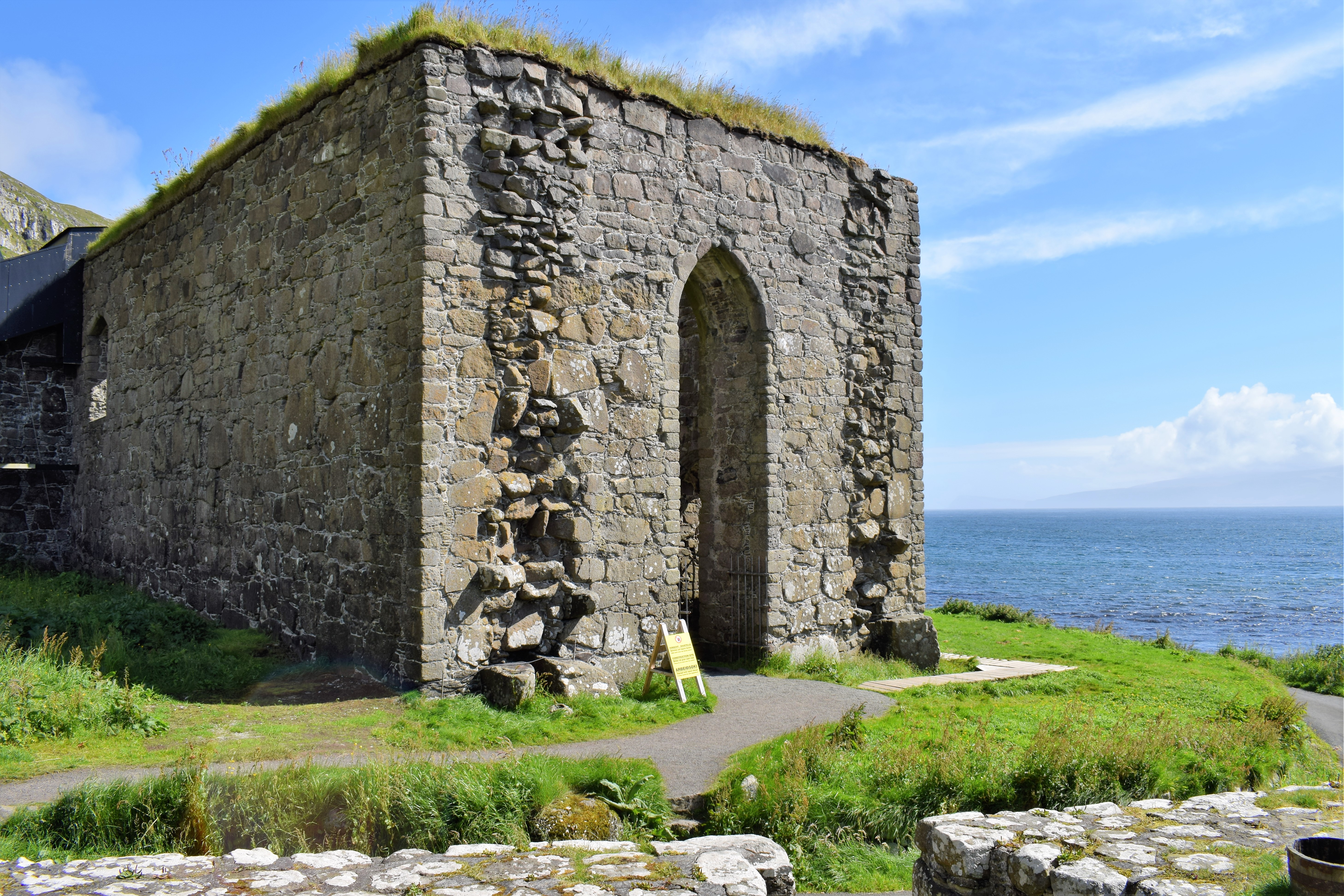
Ruinas de la Catedral de San Magnus de las Orcadas

Las pruebas arqueológicas demuestran que los colonos vivían en las Islas Feroe en dos periodos sucesivos antes de la llegada de los nórdicos, el primero entre el 300 y el 600 y el segundo entre el 600 y el 800. Científicos de la Universidad de Aberdeen también han encontrado polen de cereales de plantas domesticadas, lo que sugiere además que la gente pudo vivir en las islas antes de la llegada de los vikingos. El arqueólogo Mike Church señaló que Dicuil (véase más adelante) mencionó lo que podrían ser las Islas Feroe. También sugirió que la gente que vivía allí podría haber sido de Irlanda, Escocia o Escandinavia, posiblemente con grupos de las tres áreas asentándose allí.
Un relato en latín de un viaje realizado por Brendan, un santo monástico irlandés que vivió alrededor del año 484-578, incluye una descripción de insulae (islas) parecidas a las Islas Feroe. Esta asociación, sin embargo, dista mucho de ser concluyente en su descripción.
Dicuil, un monje irlandés de principios del siglo IX, escribió un relato más definitivo. En su obra geográfica De mensura orbis terrae afirmaba tener información fidedigna de heremitae ex nostra Scotia ("ermitaños de nuestra tierra de Irlanda/Escocia") que habían vivido en las islas del norte de Gran Bretaña durante casi cien años hasta la llegada de los piratas nórdicos.
Los nórdicos se asentaron en las islas hacia el año 800 y trajeron el nórdico occidental, que evolucionó hasta convertirse en la lengua feroesa moderna. Según sagas islandesas como la Saga de Færeyjar, uno de los hombres más conocidos de la isla era Tróndur í Gøtu, descendiente de jefes escandinavos que se habían establecido en Dublín (Irlanda). Tróndur lideró la batalla contra Sigmund Brestursson, la monarquía noruega y la iglesia noruega.
Los colonos nórdicos y nórdicos-gael probablemente no procedían directamente de Escandinavia, sino de las comunidades nórdicas que rodeaban el Mar de Irlanda, las Islas del Norte y las Hébridas Exteriores de Escocia, incluidas las islas Shetland y Orcadas. El nombre tradicional de las islas en irlandés, Na Scigirí, posiblemente se refiera a los (Eyja-)Skeggjar "Barbas (de las islas)", un apodo dado a los habitantes de las islas.
Según la Saga de Færeyinga, de Noruega salieron más emigrantes que no aprobaban la monarquía de Harald Fairhair (que gobernó entre 872 y 930). Estas personas se asentaron en las Feroe hacia finales del siglo IX. A principios del siglo XI, Sigmundur Brestisson (961-1005) –cuyo clan había florecido en las islas del sur antes de que los invasores de las islas del norte casi lo exterminaran– escapó a Noruega. Fue enviado a tomar posesión de las islas por Olaf Tryggvason, rey de Noruega de 995 a 1000. 
Sigmundur introdujo el cristianismo, obligando a Tróndur í Gøtu a convertirse o enfrentarse a la decapitación y, aunque Sigmundur fue posteriormente asesinado, se mantuvo la fiscalidad noruega. El control noruego de las Islas Feroe continuó hasta 1814, aunque, cuando el Reino de Noruega (872-1397) entró en la Unión de Kalmar con Dinamarca, se produjo gradualmente el control danés de las islas. La reforma protestante en forma de luteranismo llegó a las Feroe en 1538. Cuando la unión entre Dinamarca y Noruega se disolvió a raíz del Tratado de Kiel en 1814, Dinamarca conservó la posesión de las Islas Feroe; Noruega, por su parte, se unió a Suecia.
Tras la agitación provocada por las Guerras Napoleónicas (1803-1815), en 1816 las Islas Feroe se convirtieron en un condado del Reino de Dinamarca.
En el marco del mercantilismo, Dinamarca mantuvo el monopolio del comercio con las Islas Feroe y prohibió a sus habitantes comerciar con otras (por ejemplo, con la geográficamente cercana Gran Bretaña). El monopolio comercial de las Islas Feroe se abolió en 1856, tras lo cual la zona se desarrolló como una moderna nación pesquera con su propia flota. El despertar nacional a partir de 1888 surgió inicialmente de la lucha por mantener la lengua feroesa y, por tanto, tuvo una orientación cultural, pero después de 1906 se hizo más político con la fundación de partidos políticos de las Islas Feroe.

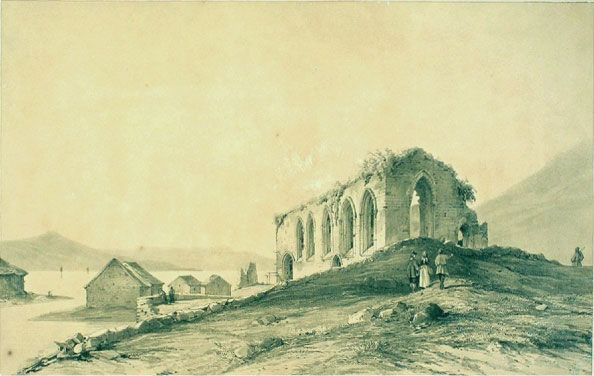
Las islas Feroe representadas en una Expedición de 1839

En el primer año de la Segunda Guerra Mundial, el 12 de abril de 1940, las tropas británicas ocuparon las Islas Feroe en la Operación Valentine. La Alemania nazi había invadido Dinamarca y comenzó la invasión de Noruega el 9 de abril de 1940 en el marco de la Operación Weserübung. En 1942-1943, los Ingenieros Reales británicos, bajo la dirección del teniente coronel William Law, MC, construyeron el único aeropuerto de las Islas Feroe, el de Vágar. El control de las islas volvió a manos de Dinamarca tras la guerra, pero el dominio danés había sido socavado, y la plena independencia de Islandia sirvió de precedente para muchos feroeses.
El referéndum de independencia de las Islas Feroe de 1946 dio como resultado un 50.73 % a favor de la independencia frente a un 49.27 % en contra. Posteriormente, las Islas Feroe declararon su independencia el 18 de septiembre de 1946; sin embargo, esta declaración fue anulada por Dinamarca el 20 de septiembre, alegando que la mayoría de los votantes feroeses no habían apoyado la independencia, y el rey Christian X de Dinamarca disolvió el Løgting feroés el 24 de septiembre. A la disolución del Løgting le siguieron, el 8 de noviembre, las elecciones parlamentarias feroesas de 1946, en las que los partidos a favor de la plena independencia obtuvieron un total de 5396 votos, mientras que los partidos en contra obtuvieron un total de 7488 votos. Como reacción a los crecientes movimientos de autogobierno e independencia, Dinamarca concedió finalmente a las Islas Feroe un gobierno autónomo con un alto grado de autonomía local en 1948.
En 1973, las Islas Feroe declinaron unirse a Dinamarca para entrar en la Comunidad Económica Europea (posteriormente absorbida por la Unión Europea). Las islas experimentaron considerables dificultades económicas tras el colapso de la industria pesquera a principios de la década de 1990.

## Política y gobierno

Tinganes, en la península en la capital Tórshavn. Sede del gobierno de Feroe desde hace más de mil años.

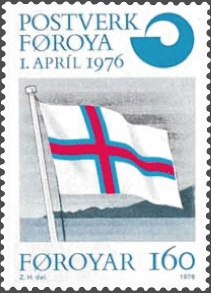
Las Feroe disponen de sellos propios desde 1976. Este, diseñado por Zacharias Heinesen, muestra la bandera de Feroe.

A partir de 1053, las islas fueron ocupadas por Noruega. Tras la unión personal de los reinos de Noruega y Dinamarca en 1380, quedaron vinculadas a Dinamarca. Después de la Paz de Kiel de 1814, las islas permanecieron bajo poder danés, formando junto con Groenlandia parte del Reino.
El 31 de marzo de 1948, la Ley sobre autogobierno interno dio amplia autonomía a las islas. No obstante, existen importantes grupos de feroeses a favor de la independencia total de Dinamarca. La correlación de fuerzas entre los distintos partidos políticos feroeses, divididos entre los republicanos separatistas y los unionistas daneses, está muy igualada. Las coaliciones entre ambos bandos para los gobiernos locales son muy comunes.
A diferencia de Dinamarca, las Islas Feroe no son miembros de la Unión Europea, al igual que Groenlandia. Pese a ello, envían a dos diputados al Folketing danés, así como al Consejo Nórdico. Con el Documento Åland de 2007, las Feroe, Groenlandia y Åland se convirtieron en miembros de pleno derecho del citado consejo.
La OTAN posee un radar en Mjørkadalur, que pertenece a la red de radares del círculo polar ártico. En Feroe no hay ejército, y los ciudadanos no están obligados a prestar el servicio militar danés. Sin embargo, muchos feroeses están enrolados en el ejército como soldados profesionales, y uno pertenece a la guardia real de la soberana danesa.
La bandera de las Islas Feroe, Merkið, así como su condición de nación, fueron reconocidas el 29 de marzo de 2005, cuando también se les otorgó la potestad para llevar a cabo sus propias relaciones internacionales y su propia política de seguridad. Desde 2002, las islas Feroe poseen una embajada en Londres, aunque supeditada a las directrices dictadas por la embajada danesa en aquel país. Desde octubre de 2006, el representante de las Feroe está también acreditado ante la República de Irlanda. Antes de abrir esta representación, las Feroe ya estaban representadas ante la Unión Europea en Bruselas, así como ante el Consejo Nórdico en Copenhague.
El jefe de Estado es el rey Federico X de Dinamarca y el primer ministro es el unionista Kaj Leo Johannesen. El gobierno central danés está representado por un alto funcionario en las islas. El poder legislativo lo asume el Løgting, que aprueba al primer ministro.
En 2005 el primer ministro feroés anunció su intención de incluir a las Feroe en el Espacio Libre Europeo.

### Iniciativas populares y referéndums
Dentro de las iniciativas populares cabe destacar la agrupación feroesa de Amnistía Internacional. Se creó en 1965, siendo uno de los primeros grupos de Amnistía Internacional en fundarse.
En el año 2018 estuvo prevista la celebración de un referéndum que decida el estatus del archipiélago respecto a Dinamarca.

## División administrativa

División administrativa de las Islas Feroe

Tradicionalmente, existen también los seis sýslur (similares al shire británico: Norðoyar, Eysturoy, Streymoy, Vágar, Sandoy y Suðuroy), aunque hoy en día sýsla significa técnicamente «distrito policial».
- Norðoyar.
- Eysturoy.
- Streymoy.
- Vágar.
- Sandoy.
- Suðuroy.

Administrativamente, las islas están divididas en veintinueve municipios (kommunur) dentro de los cuales hay unos ciento veinte asentamientos.

## Relación con Dinamarca
Las Islas Feroe han estado bajo control noruego-danés desde 1388. El Tratado de Kiel de 1814 puso fin a la unión danesa-noruega, y Noruega quedó bajo el dominio del rey de Suecia, mientras que las Islas Feroe, Islandia y Groenlandia siguieron siendo posesiones danesas. Desde la antigüedad, las Islas Feroe contaban con un parlamento (Løgting), que fue abolido en 1816, y las Islas Feroe debían ser gobernadas como un amt (condado) danés ordinario, con el Amtmand como jefe de gobierno. En 1851 se restableció el Løgting, pero hasta 1948 actuó principalmente como órgano consultivo.
Las islas albergan un notable movimiento independentista que ha visto aumentar su popularidad en las últimas décadas. Al final de la Segunda Guerra Mundial, parte de la población era partidaria de la independencia de Dinamarca, y el 14 de septiembre de 1946 se celebró un referéndum de independencia sobre la cuestión de la secesión. Fue un referéndum consultivo; el parlamento no estaba obligado a seguir el voto del pueblo. Era la primera vez que se preguntaba al pueblo feroés si estaba a favor de la independencia o quería seguir dentro del reino danés.
El resultado de la votación fue una mayoría a favor de la secesión. El Presidente del Løgting, junto con la mayoría, inició el proceso para convertirse en una nación soberana. La minoría del Løgting se marchó en señal de protesta, porque consideraba que estas acciones eran ilegales. Un diputado, Jákup í Jákupsstovu, fue expulsado de su propio partido, el Partido Socialdemócrata, por unirse a la mayoría del Løgting.
El presidente del Løgting declaró la independencia de las Islas Feroe el 18 de septiembre de 1946.
El 25 de septiembre de 1946, un prefecto danés anunció al Løgting que el rey había disuelto el parlamento y quería que se celebraran nuevas elecciones, por lo que no se cumplía el deseo de la mayoría.
Unos meses después se celebraron elecciones parlamentarias, en las que los partidos políticos partidarios de la permanencia en el reino danés aumentaron su porcentaje de votos y formaron una coalición. A partir de ahí, optaron por rechazar la secesión. En su lugar, se llegó a un compromiso y el Folketing aprobó una ley de autonomía que entró en vigor en 1948. De este modo se puso fin al estatus de las Islas Feroe como amt danés; se les concedió un alto grado de autogobierno, apoyado por una subvención financiera de Dinamarca para recompensar los gastos que las islas tienen en servicios daneses.
En protesta por la nueva Ley de Autonomía, se fundó el Partido de la República (Tjóðveldi).
En la actualidad, los isleños están divididos a partes iguales entre los partidarios de la independencia y los que prefieren seguir formando parte del Reino de Dinamarca. Dentro de ambos bandos hay una gran variedad de opiniones. Entre los que están a favor de la independencia, algunos son partidarios de una declaración unilateral inmediata. Otros la ven como algo que debe alcanzarse gradualmente y con el pleno consentimiento del gobierno danés y de la nación danesa. En el bando unionista también hay muchos que prevén y acogen con satisfacción un aumento gradual de la autonomía, incluso manteniendo fuertes lazos con Dinamarca.
A partir de 2011, se está elaborando un nuevo proyecto de constitución feroesa. Sin embargo, el proyecto ha sido declarado por el ex primer ministro danés, Lars Løkke Rasmussen, como incompatible con la Constitución de Dinamarca y si los partidos políticos feroeses desean continuar con él, deberán declarar la independencia.

### Relación con la Unión Europea
Como afirman explícitamente los dos tratados de la Unión Europea, las Islas Feroe no forman parte de la Unión Europea. Las Islas Feroe no están agrupadas con la UE cuando se trata de comercio internacional; por ejemplo, cuando la UE y Rusia se impusieron sanciones comerciales recíprocas por la Guerra de Donbass en 2014, las Islas Feroe comenzaron a exportar cantidades significativas de salmón fresco a Rusia. Además, un protocolo del tratado de adhesión de Dinamarca a las Comunidades Europeas estipula que los nacionales daneses que residen en las Islas Feroe no se consideran nacionales daneses en el sentido de los tratados. Por tanto, los daneses que viven en las Islas Feroe no son ciudadanos de la Unión Europea (aunque otros nacionales de la UE que viven allí siguen siendo ciudadanos de la UE). Las Islas Feroe no están cubiertas por el Acuerdo de Schengen, pero no hay controles fronterizos cuando se viaja entre las Islas Feroe y cualquier país de Schengen (las Islas Feroe forman parte de la Unión Nórdica de Pasaportes desde 1966, y desde 2001 no hay controles fronterizos permanentes entre los países nórdicos y el resto del espacio Schengen como parte del Acuerdo de Schengen).

### Relaciones con organizaciones internacionales
Las Islas Feroe no son un país independiente, pero mantienen relaciones políticas directas con otros países soberanos mediante un acuerdo con Dinamarca. Las Islas Feroe incluso son miembros de algunas organizaciones internacionales como si fueran un país independiente. Las Islas Feroe son miembros asociados del Consejo Nórdico, pero han expresado su deseo de ser miembros de pleno derecho.
Las Islas Feroe son miembros de varias federaciones deportivas internacionales, como la UEFA, la FIFA en fútbol, la FINA en natación y la EHF en balonmano, y tienen sus propias selecciones nacionales. Las Islas Feroe tienen su propio código telefónico de país, su propio código de país de Internet, su propio código bancario y su propio código postal de país.
Las Islas Feroe celebran sus propios acuerdos con otros países en materia de comercio. Cuando comenzó el embargo de la UE contra Rusia en 2014, las Islas Feroe no formaban parte del embargo porque no forman parte de la UE, y las propias islas acababan de experimentar un año de embargo de la UE, incluida Dinamarca, contra las islas; el primer ministro feroés, Kaj Leo Johannesen, fue a Moscú para negociar el comercio entre los dos países. El ministro feroés de pesca negoció con la UE y otros países los derechos de pesca.
A mediados de 2005, los representantes de las Islas Feroe plantearon la posibilidad de que su territorio entrara en la Asociación Europea de Libre Comercio (AELC). Según el artículo 56 del Convenio de la AELC, sólo los Estados pueden ser miembros de la misma. Las Islas Feroe son un país constituyente del Reino de Dinamarca, y no un Estado soberano por derecho propio. Por consiguiente, se ha considerado la posibilidad de que el "Reino de Dinamarca con respecto a las Islas Feroe" pueda adherirse a la AELC, aunque el Gobierno danés ha declarado que este mecanismo no permitiría a las Islas Feroe convertirse en un miembro independiente del EEE porque Dinamarca ya es parte del Acuerdo sobre el EEE. El Gobierno de Dinamarca apoya oficialmente la nueva adhesión a la AELC con efecto para las Islas Feroe.

## Geografía

Mapa topográfico de las islas Feroe.

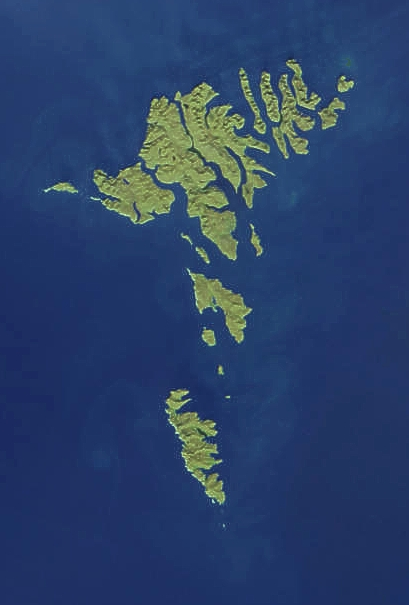
Vista por satélite de las islas.

Las Feroe son un archipiélago de 18 islas situadas a 62° de latitud norte y 7° de longitud oeste, con una distancia de 113 km de norte a sur y 75 de este a oeste. En total, tienen 1117 km de costas. Las islas presentan una morfología abrupta, rocosa, con costas de altísimos acantilados recortadas por fiordos (ningún punto de las islas está a más de 5 km del mar). El punto más alto es el pico Slættaratindur, a 882 m sobre el nivel del mar, en Eysturoy. Las islas Feroe están dominadas por lava basáltica toleiítica que era parte de la gran meseta de Thule durante el período Paleógeno.

### Clima
El clima es oceánico subpolar y de tundra, marcado por la influencia templada de la corriente del Golfo, lo que lo hace muy suave si se considera la latitud. Así, en Tórshavn no se observan medias mensuales negativas, oscilando entre los 0.3 °C de enero y los 11.1 °C de agosto, con una media anual de 6.7 °C. La amplitud térmica es pues muy reducida, con veranos suaves e inviernos fríos. Con respecto a las precipitaciones, se aproximan a los 1400 mm al año, con un mínimo relativo en primavera-verano. El cielo está en general nublado, con presencia habitual de niebla, en ocasiones muy densa. El fuerte viento es también frecuente.
Las islas son ventosas, nubladas y frescas durante todo el año, con una media de 210 días de lluvia o nieve al año. Las islas se encuentran en la trayectoria de depresiones que se desplazan hacia el noreste, lo que hace posible que haya fuertes vientos y lluvias intensas en todas las épocas del año. Los días soleados son raros y los nublados son comunes. El huracán Faith azotó las Islas Feroe el 5 de septiembre de 1966 con vientos sostenidos de más de 160 km/h, y sólo entonces dejó de ser un sistema tropical.
El clima varía mucho en pequeñas distancias, debido a la altitud, las corrientes marinas, la topografía y los vientos. Las precipitaciones varían considerablemente en todo el archipiélago.Tórshavn recibe heladas con más frecuencia que otras zonas situadas a poca distancia al sur. La nieve también se ve con una frecuencia mucho mayor que en las islas periféricas cercanas. La zona recibe una media de 49 heladas al año.

La recogida de datos meteorológicos en las Islas Feroe comenzó en 1867. El registro del invierno comenzó en 1891, y el invierno más cálido se produjo en 2016-17 con una temperatura media de 6.1 °C (43 °F).
| Parámetros climáticos promedio de Tórshavn, Islas Feroe (1961–2010) | Parámetros climáticos promedio de Tórshavn, Islas Feroe (1961–2010) | Parámetros climáticos promedio de Tórshavn, Islas Feroe (1961–2010) | Parámetros climáticos promedio de Tórshavn, Islas Feroe (1961–2010) | Parámetros climáticos promedio de Tórshavn, Islas Feroe (1961–2010) | Parámetros climáticos promedio de Tórshavn, Islas Feroe (1961–2010) | Parámetros climáticos promedio de Tórshavn, Islas Feroe (1961–2010) | Parámetros climáticos promedio de Tórshavn, Islas Feroe (1961–2010) | Parámetros climáticos promedio de Tórshavn, Islas Feroe (1961–2010) | Parámetros climáticos promedio de Tórshavn, Islas Feroe (1961–2010) | Parámetros climáticos promedio de Tórshavn, Islas Feroe (1961–2010) | Parámetros climáticos promedio de Tórshavn, Islas Feroe (1961–2010) | Parámetros climáticos promedio de Tórshavn, Islas Feroe (1961–2010) | Parámetros climáticos promedio de Tórshavn, Islas Feroe (1961–2010) |
| Mes                                                                 | Ene.                                                                | Feb.                                                                | Mar.                                                                | Abr.                                                                | May.                                                                | Jun.                                                                | Jul.                                                                | Ago.                                                                | Sep.                                                                | Oct.                                                                | Nov.                                                                | Dic.                                                                | Anual                                                               |
| ------------------------------------------------------------------- | ------------------------------------------------------------------- | ------------------------------------------------------------------- | ------------------------------------------------------------------- | ------------------------------------------------------------------- | ------------------------------------------------------------------- | ------------------------------------------------------------------- | ------------------------------------------------------------------- | ------------------------------------------------------------------- | ------------------------------------------------------------------- | ------------------------------------------------------------------- | ------------------------------------------------------------------- | ------------------------------------------------------------------- | ------------------------------------------------------------------- |
| Temp. máx. abs. (°C)                                                | 11.6                                                                | 12.0                                                                | 12.3                                                                | 18.3                                                                | 19.7                                                                | 20.0                                                                | 20.2                                                                | 22.0                                                                | 19.5                                                                | 15.2                                                                | 14.7                                                                | 13.2                                                                | 22.0                                                                |
| Temp. máx. media (°C)                                               | 5.8                                                                 | 5.6                                                                 | 6.0                                                                 | 7.3                                                                 | 9.2                                                                 | 11.1                                                                | 12.8                                                                | 13.1                                                                | 11.5                                                                | 9.3                                                                 | 7.2                                                                 | 6.2                                                                 | 8.8                                                                 |
| Temp. media (°C)                                                    | 4.0                                                                 | 3.6                                                                 | 4.0                                                                 | 5.2                                                                 | 7.0                                                                 | 9.0                                                                 | 10.7                                                                | 11.0                                                                | 9.6                                                                 | 7.5                                                                 | 5.5                                                                 | 4.3                                                                 | 6.8                                                                 |
| Temp. mín. media (°C)                                               | 1.7                                                                 | 1.3                                                                 | 1.7                                                                 | 3.0                                                                 | 5.1                                                                 | 7.1                                                                 | 9.0                                                                 | 9.2                                                                 | 7.6                                                                 | 5.4                                                                 | 3.4                                                                 | 2.1                                                                 | 4.7                                                                 |
| Temp. mín. abs. (°C)                                                | -8.8                                                                | -11.0                                                               | -9.2                                                                | -9.9                                                                | -3.0                                                                | 0.0                                                                 | 1.5                                                                 | 1.5                                                                 | -0.6                                                                | -4.5                                                                | -7.2                                                                | -10.5                                                               | -11.0                                                               |
| Precipitación total (mm)                                            | 157.7                                                               | 115.2                                                               | 131.6                                                               | 89.5                                                                | 63.3                                                                | 57.5                                                                | 74.3                                                                | 96.0                                                                | 119.5                                                               | 147.4                                                               | 139.3                                                               | 135.3                                                               | 1321.3                                                              |
| Días de precipitaciones (≥ 1.0 mm)                                  | 22                                                                  | 17                                                                  | 21                                                                  | 16                                                                  | 13                                                                  | 12                                                                  | 13                                                                  | 13                                                                  | 18                                                                  | 22                                                                  | 21                                                                  | 22                                                                  | 210                                                                 |
| Días de nevadas (≥ 0.1 mm)                                          | 8.3                                                                 | 6.6                                                                 | 8.0                                                                 | 4.4                                                                 | 1.5                                                                 | 0                                                                   | 0                                                                   | 0                                                                   | 0.1                                                                 | 1.4                                                                 | 5.5                                                                 | 8.2                                                                 | 44                                                                  |
| Horas de sol                                                        | 14                                                                  | 36                                                                  | 71                                                                  | 106                                                                 | 124                                                                 | 125                                                                 | 111                                                                 | 98                                                                  | 80                                                                  | 49                                                                  | 20                                                                  | 6                                                                   | 840                                                                 |
| Humedad relativa (%)                                                | 90                                                                  | 89                                                                  | 89                                                                  | 87                                                                  | 88                                                                  | 88                                                                  | 90                                                                  | 90                                                                  | 90                                                                  | 90                                                                  | 89                                                                  | 90                                                                  | 89.2                                                                |
| Fuente n.º 1: Danish Meteorological Institute                       |                                                                     |                                                                     |                                                                     |                                                                     |                                                                     |                                                                     |                                                                     |                                                                     |                                                                     |                                                                     |                                                                     |                                                                     |                                                                     |
| Fuente n.º 2: NOAA (sun, humidity and precipitation days 1961–1990) |                                                                     |                                                                     |                                                                     |                                                                     |                                                                     |                                                                     |                                                                     |                                                                     |                                                                     |                                                                     |                                                                     |                                                                     |                                                                     |

### Distancias
- Aberdeen, Escocia 540 km
- Bergen, 655 km
- Glasgow, Escocia 670 km
- Reikiavik, 797 km
- Dinamarca, 990 km

### Islas
Todas las islas están habitadas excepto Lítla Dímun. Datos de población correspondientes al 1 de enero de 2011.
| Nombre      | Área  | Habitantes (2011 est.) | Densidad (hab/km²) | Municipio(s)                                              | Región(es)                   |
| ----------- | ----- | ---------------------- | ------------------ | --------------------------------------------------------- | ---------------------------- |
| Streymoy    | 373.5 | 22 492                 | 60.2               | Tórshavn, Sundini, Vestmanna y Kvívík                     | Suðurstreymoy y Norðstreymoy |
| Eysturoy    | 286.3 | 10 839                 | 37.8               | Runavík, Sundini, Fuglafjørður, Eystur, Nes, Sjógv y Eiði | Eysturoy                     |
| Vágar       | 177.6 | 3050                   | 17.2               | Vágar y Sørvágur                                          | Vágar                        |
| Suðuroy     | 166   | 4721                   | 28.4               | Tvøroyri, Vágur, Hvalba, Sumba, Porkeri, Hov y Fámjin     | Suðuroy                      |
| Sandoy      | 112.1 | 1313                   | 11.7               | Sandur, Skopun, Skálavík y Húsavík                        | Sandoy                       |
| Borðoy      | 95    | 4905                   | 51.6               | Klaksvík y Hvannasund                                     | Norðoyar                     |
| Viðoy       | 41    | 595                    | 14.5               | Hvannasund y Viðareiði                                    | Norðoyar                     |
| Kunoy       | 35.5  | 140                    | 3.9                | Kunoy                                                     | Norðoyar                     |
| Kalsoy      | 30.9  | 107                    | 3.5                | Klaksvík y Húsar                                          | Norðoyar                     |
| Svínoy      | 27.4  | 38                     | 1.4                | Klaksvík                                                  | Norðoyar                     |
| Fugloy      | 11.2  | 39                     | 3.5                | Fugloy                                                    | Norðoyar                     |
| Nólsoy      | 10.3  | 246                    | 23.9               | Tórshavn                                                  | Suðurstreymoy                |
| Mykines     | 10.3  | 16                     | 1.5                | Sørvágur                                                  | Vágar                        |
| Skúvoy      | 10    | 37                     | 3.7                | Skúvoy                                                    | Sandoy                       |
| Hestur      | 6.1   | 27                     | 4.4                | Tórshavn                                                  | Suðurstreymoy                |
| Stóra Dímun | 2.7   | 8                      | 3                  | Skúvoy                                                    | Sandoy                       |
| Koltur      | 2.5   | 2                      | 0.4                | Tórshavn                                                  | Suðurstreymoy                |
| Lítla Dímun | 0.8   | 0                      | 0                  | Hvalba                                                    | Suðuroy                      |

### Geología

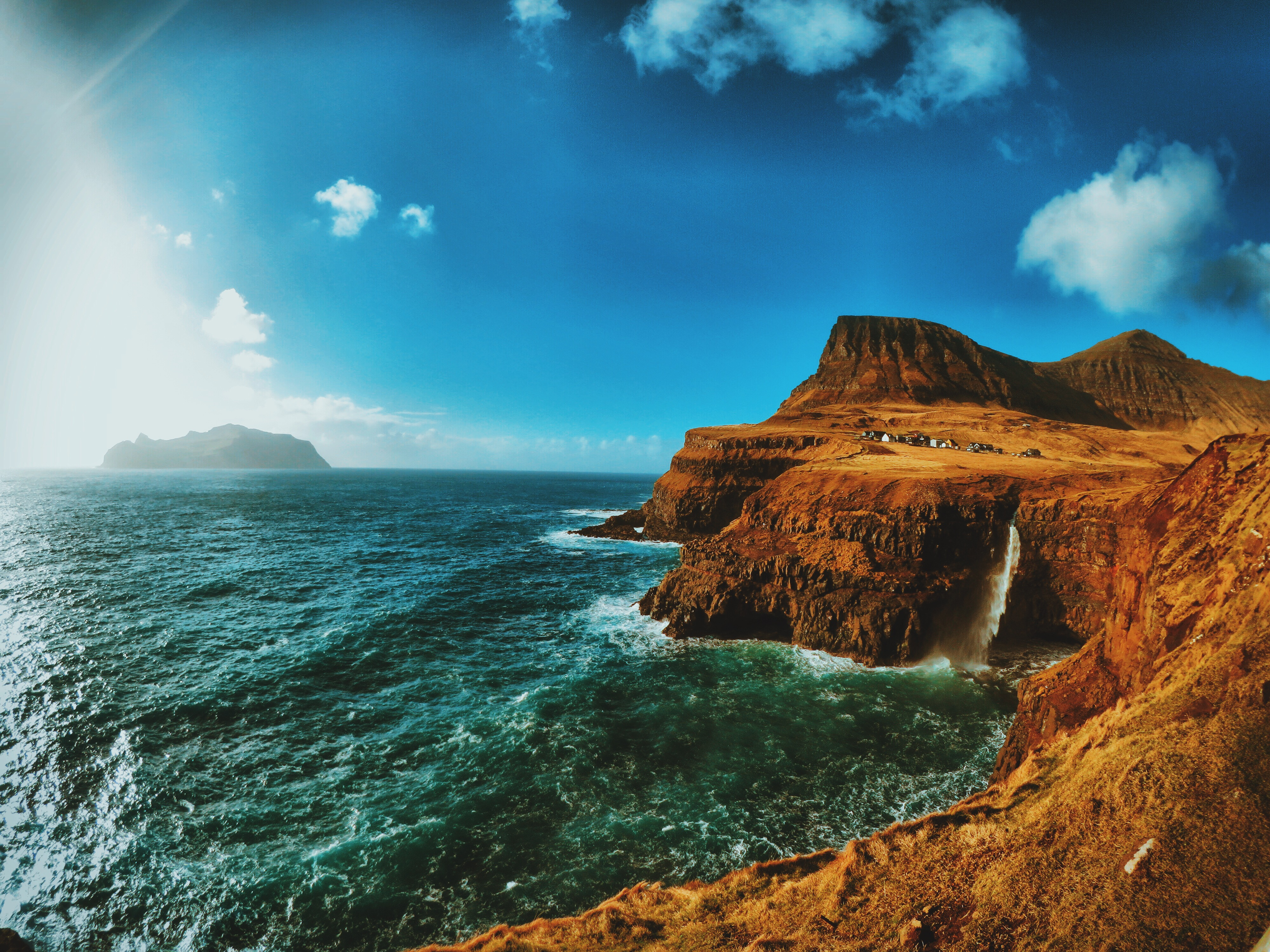
Cascada en Gasadalur, Islas Feroe

La historia geológica de las Islas Feroe comienza con un periodo volcánico activo hace unos 55 millones de años, cuando se construyó la propia meseta, y un periodo de degradación, cuando los procesos de erosión y deposición dieron a las islas su aspecto actual. La actividad volcánica que condujo a la formación de la serie basáltica inferior, que se da en la parte sur de Suðuroy, Mykines, Gáshólmur, Tindhólmur y la parte occidental de Vágar, fue de naturaleza rítmica. A cada erupción volcánica le ha seguido un periodo más o menos largo de inactividad. Tras el fin del vulcanismo, se produjo un paisaje suave formado por lavas de meseta, donde hoy se encuentran las Islas Feroe.

#### Historia geológica
Debido a la limitada cobertura vegetal de las Islas Feroe, es relativamente fácil seguir la historia de la geología. Las islas se formaron durante un periodo caracterizado por una gran actividad volcánica en el Terciario temprano, hace unos 50-60 millones de años. Las islas están formadas por capas de diferentes flujos de lava (basalto) que se alternan con finas capas de ceniza (toba) expulsada de los volcanes y espolvoreada sobre la lava de anteriores y mayores erupciones.
Así, la ceniza blanda y el basalto duro se encuentran capa sobre capa en franjas estrechas y gruesas. Las zonas blandas de toba o ceniza se erosionan con relativa rapidez, y el trozo duro de basalto situado sobre la toba erosionada se desprende, formando la primera terraza.
La actividad volcánica ha variado a lo largo de millones de años, con periodos de inactividad y varios periodos de fisuras eruptivas tranquilas y volcanismo explosivo. En unos pocos lugares, principalmente en Suðuroy, hay finas capas de carbón, que son los restos de bosques pantanosos de la época entre las erupciones volcánicas. Por lo tanto, la meseta se ha dividido en diferentes series de basalto según el curso del vulcanismo y la secuencia de edad de las capas.
Hay grandes diferencias en la forma de las terrazas de las islas. Las series más bajas y antiguas son depósitos gruesos -lechos de lava- que pueden verse en la parte sur de Suðuroy, Mykines, Tindhólmur y el lado occidental de Vagar. Las laderas de las montañas están marcadas por grandes escaleras.

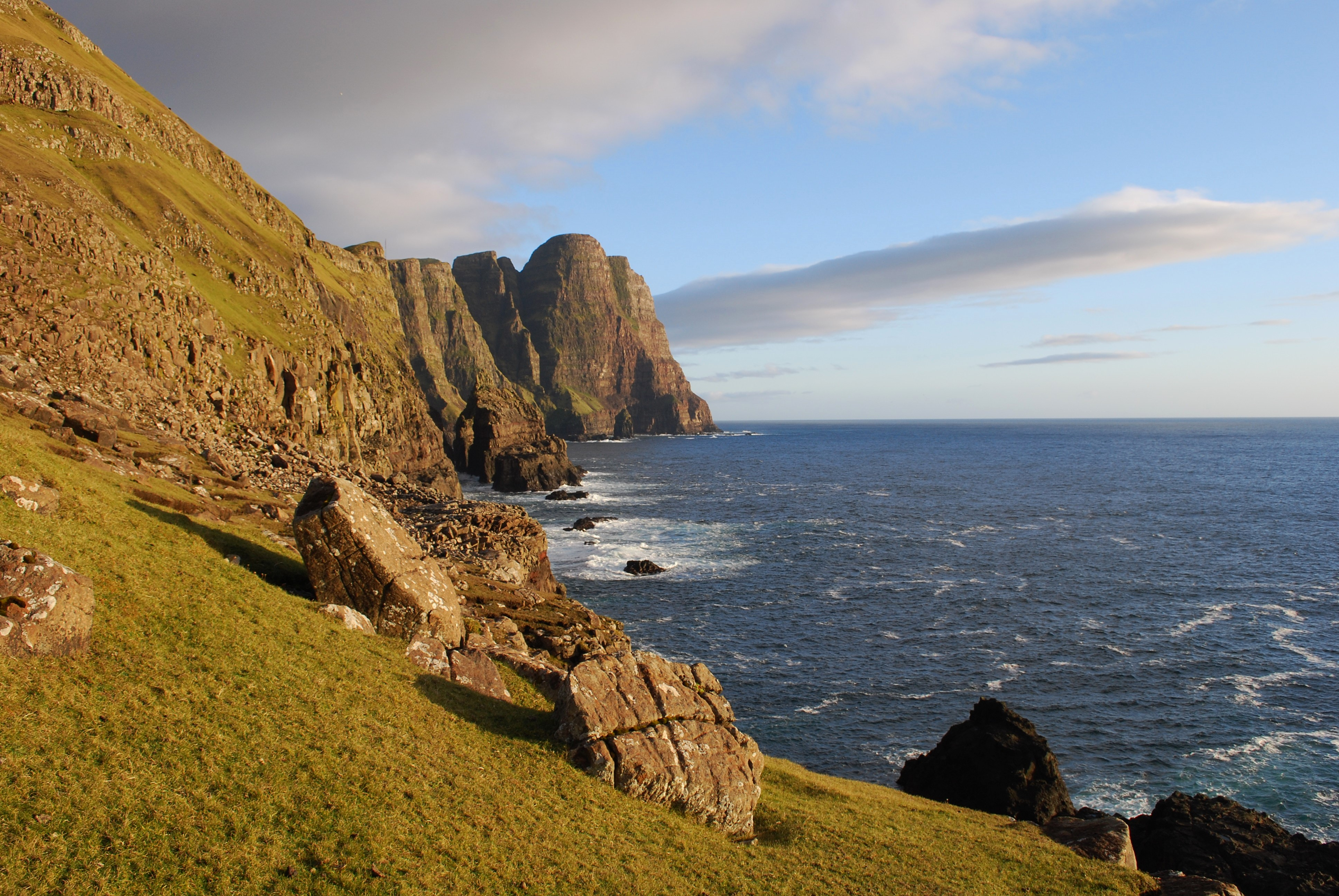
Costa de Lopranseiði, Suðuroy, Islas Feroe

Los basaltos de la serie basáltica inferior suelen ser pilares, lo que se manifiesta en pilares alargados, angulares y regulares en la ladera de las montañas, casi como una talla de piedra.
En el norte de Mykines se encuentran columnas verticales muy regulares, que pueden alcanzar los 30 metros de altura.
La serie basáltica media está formada por finas coladas de lava con una capa intermedia muy porosa. Esta serie tiene muy poca resistencia al desmoronamiento y a la intemperie. Como estos procesos de erosión son más severos en las zonas altas que en las bajas, las tierras bajas se llenan de material de meteorización procedente de las alturas, lo que a menudo da lugar a la característica forma curvada del paisaje. Esto puede verse claramente en Vágar, la parte más septentrional de Streymoy y en la parte noroeste de Eysturoy.
En la parte meridional de Streymoy y Eysturoy y en las islas septentrionales, el paisaje es sistemáticamente más escalonado que, por ejemplo, en Suðuroy. Esto se debe a que esta serie basáltica está formada de nuevo por capas alternas entre basalto y toba.
El hecho de que las diferentes series de basalto puedan verse se debe a que las capas se inclinaron durante su formación antes de que fueran superpuestas por las capas más jóvenes. Las tres series de basalto no son paralelas, y al desplazarse de oeste a este, se pasa aproximadamente de la serie de basalto inferior a la superior.
Los glaciares de la última glaciación también dejaron su huella en las islas. La presión del hielo ha reducido las superficies de las mesetas, especialmente en las islas del norte, donde las superficies se han reducido a una serie de hileras en zig-zag más o menos estrechas a lo largo de las islas. El fenómeno es especialmente pronunciado en las islas de Kunoy, Kalsoy y Borðoy, donde una masa de hielo hacia el este y otra hacia el oeste han erosionado la cordillera intermedia en una estrecha cresta.

## Flora

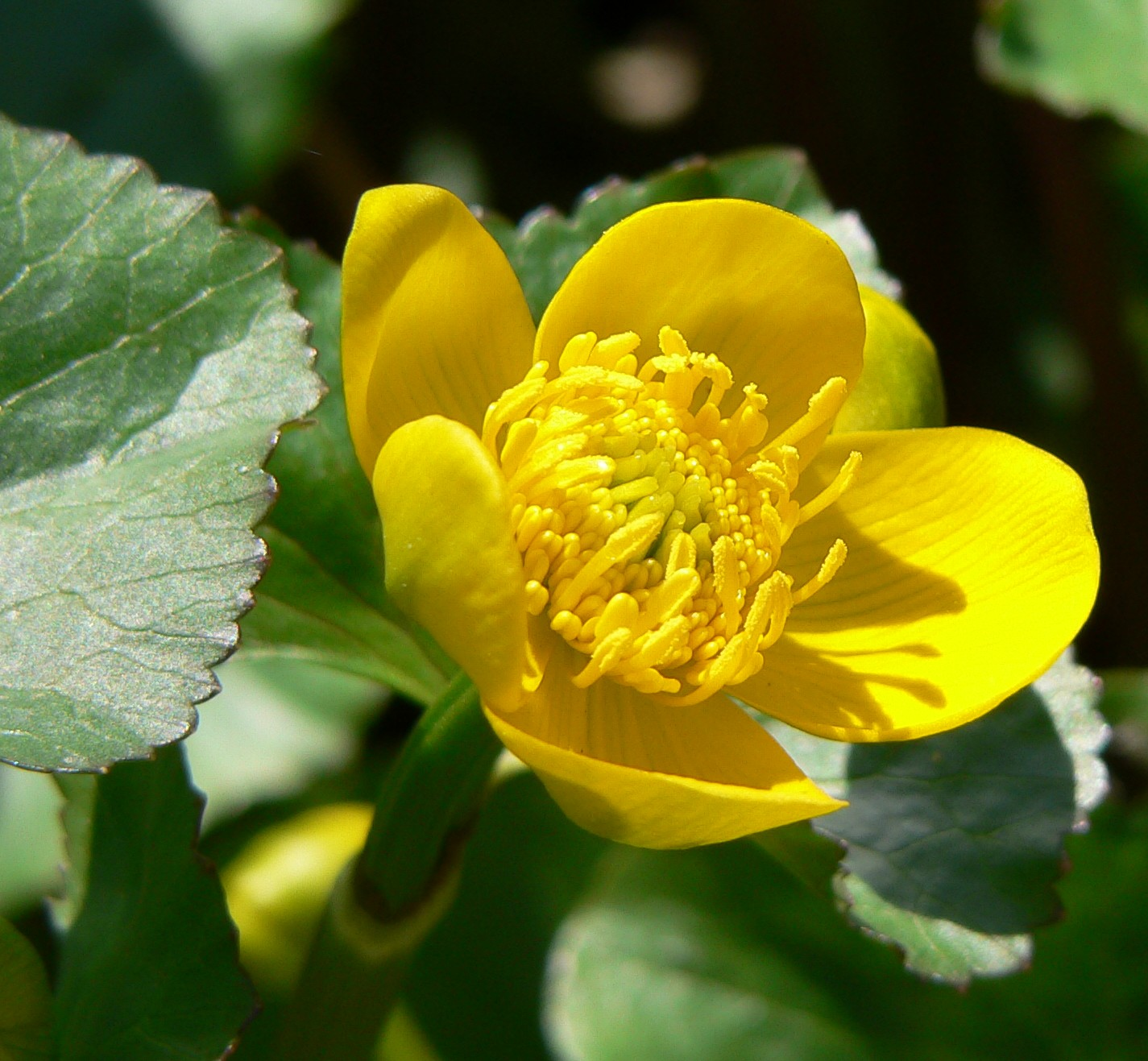
La calta palustre (Caltha palustris) es muy común en las islas Feroe en mayo-junio.

Las Islas Feroe pertenecen a la ecorregión de los pastizales boreales. La vegetación natural de las Islas Feroe está dominada por plantas ártico-alpinas, flores silvestres, hierbas, musgos y líquenes. La mayor parte de las tierras bajas son praderas y una parte son brezales, dominados por brezos arbustivos, principalmente Calluna vulgaris. Entre la flora herbácea que se da en las Islas Feroe está el cosmopolita cardo de los pantanos, Cirsium palustre.
Aunque no hay árboles nativos de las Islas Feroe, se ha introducido con éxito un número limitado de especies en la región, en particular árboles del Bosque Andino Patagónico (Argentina y Chile). Las condiciones de estos bosques subpolares son similares a las de las Islas Feroe, con veranos fríos y vientos subpolares casi continuos. Las siguientes especies de Tierra del Fuego, Drimys winteri, Nothofagus antarctica, Nothofagus pumilio y Nothofagus betuloides, han sido introducidas con éxito en las Islas Feroe. Una especie no andina que se ha introducido es el álamo negro, también conocido como álamo de California (Populus trichocarpa).
En el Museo del Úlster se conserva una colección de algas marinas de las Islas Feroe, resultado de un estudio patrocinado por la OTAN, el Museo Británico (Historia Natural) y la Fundación Carlsberg (números de catálogo: F3195-F3307). Es uno de los diez conjuntos de exsiccatae. En las islas prosperan algunas pequeñas plantaciones compuestas por plantas recogidas en climas similares, como Tierra del Fuego en Sudamérica y Alaska en América del Norte.

## Fauna

### Aves
La avifauna de las islas Feroe está dominada por las aves marinas y las aves atraídas por los prados y espacios abiertos como el brezo, probablemente debido a la falta de bosques y otros hábitats adecuados. Muchas especies han desarrollado en las Feroe subespecies como el eider común, el estornino pinto, el chochín, el arao común o el arao aliblanco. Existía una variedad de cuervo endémico de las Feroe, pero se ha extinguido.

### Mamíferos
Solo unas pocas especies de mamíferos terrestres silvestres se encuentran en la actualidad en las Feroe, todos introducidos por los seres humanos. Tres especies prosperan en las islas hoy en día: la liebre de montaña (Lepus timidus), la rata marrón (Rattus norvegicus), y el ratón común (Mus musculus).
Las focas grises (Halichoerus grypus) son muy comunes en las costas.
Varias especies de cetáceos viven en las aguas alrededor de las islas Feroe. La más difundida es la ballena piloto de aletas largas (Globicephala melas). No obstante, ballenas más exóticas como las orcas a veces visitan los fiordos de las Feroe.

## Economía
La economía de las islas estaba tradicionalmente basada en la cría de corderos y sobre todo en la pesca (bacalao, arenque). Sin embargo, a finales de los 1980 y comienzos de los 1990, esta pasó por una grave crisis con una bajada de las capturas. Aunque la situación actual ha mejorado (la desocupación apenas llega al 4 %), se intenta diversificar la economía promoviendo el turismo, las nuevas tecnologías e incluso la propia base pesquera de la economía estableciendo piscifactorías y nuevas plantas de procesamiento de pescado. A pesar de todo, la juventud tiende a marchar a Dinamarca para ir a la universidad, con lo que la población más cualificada, que podría posibilitar la transformación económica, deja las islas. La emisión y venta de sellos postales es también una importante fuente de ingresos.
Recientes hallazgos de petróleo en prospecciones próximas a las islas abren la posibilidad de un hipotético empuje económico motivado por el oro negro.
Su moneda es la corona feroesa. En 2011, el 13% de la renta nacional de las Islas Feroe procedía de la ayuda económica de Dinamarca, lo que corresponde aproximadamente al 5% del PIB.
Desde el año 2000, el gobierno ha fomentado nuevos proyectos de tecnología de la información y empresariales para atraer nuevas inversiones. La introducción de Burger King en Tórshavn fue ampliamente publicitada como signo de la globalización de la cultura feroesa. Queda por ver si estos proyectos consiguen ampliar la base económica de las islas. Las islas tienen una de las tasas de desempleo más bajas de Europa, pero esto no debe tomarse necesariamente como un signo de recuperación de la economía, ya que muchos jóvenes estudiantes se trasladan a Dinamarca y a otros países al terminar la escuela secundaria. Esto deja una población mayoritariamente de mediana edad y de edad avanzada que puede carecer de las habilidades y los conocimientos necesarios para ocupar los nuevos puestos de trabajo en las Islas Feroe. No obstante, en 2008 las Islas Feroe lograron conceder un préstamo de 52 millones de dólares a Islandia para ayudar en los problemas bancarios del país.
El 5 de agosto de 2009, dos partidos de la oposición presentaron un proyecto de ley en el Løgting para adoptar el euro como moneda nacional, a la espera de un referéndum.

## Infraestructura

### Transporte

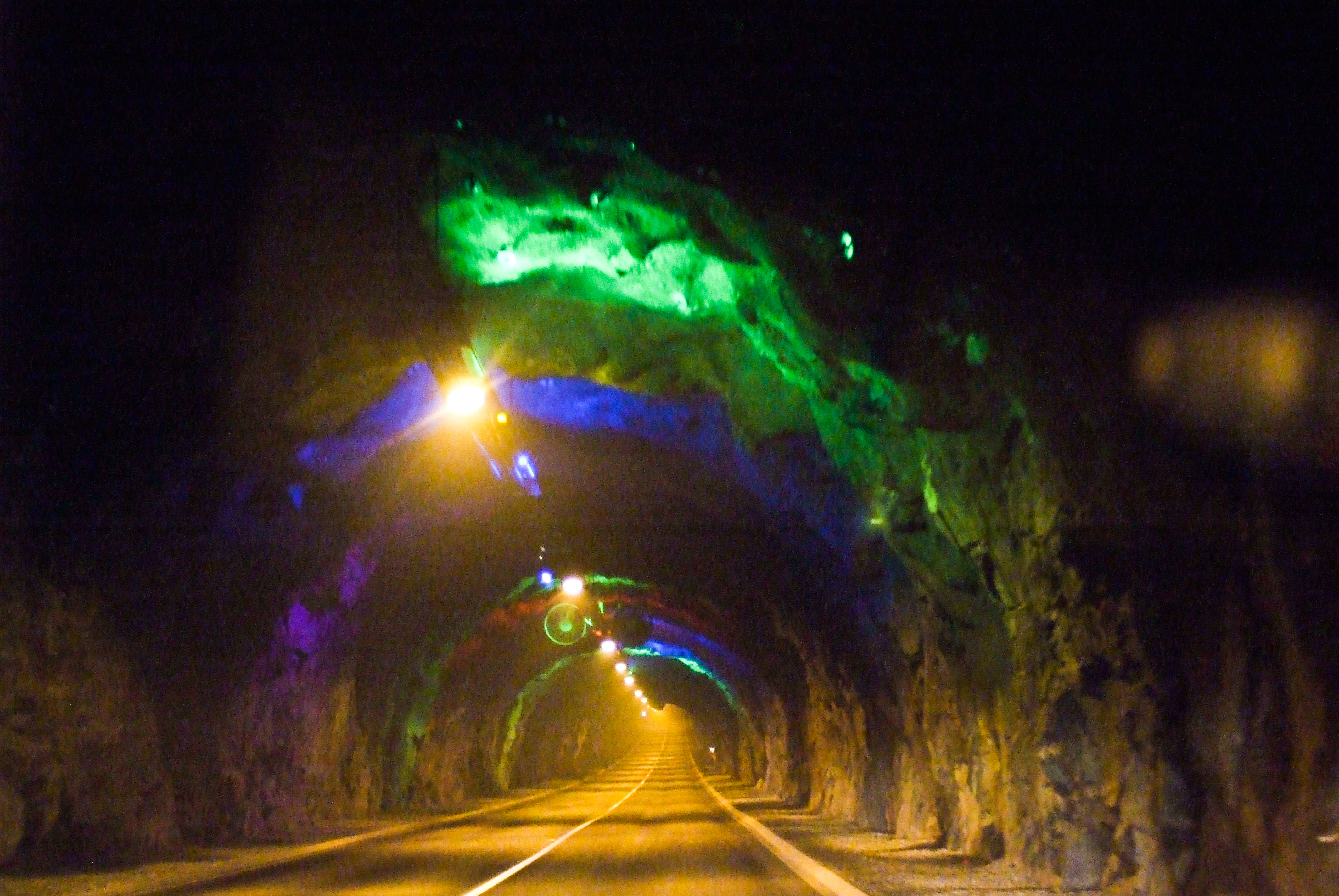
El túnel de las Islas del Norte, con más de 6 km, es el túnel submarino que une las islas de Eysturoy y Borðoy. Los túneles feroeses han hecho posible salvar el aislamiento que imponían el mar y las montañas.

Debido a su terreno rocoso y escarpado, así como a su insularidad, el transporte en las islas Feroe ha estado poco desarrollado a lo largo de la historia. Esto ha cambiado desde mediados del siglo XX, cuando la infraestructura de las islas se desarrolló extensiva y rápidamente, un proceso que aún continúa. La isla de Vágar es uno de los pocos lugares suficientemente planos como para albergar al único aeropuerto de las islas Feroe.
Varios poblados anteriormente aislados debido a las montañas o al mar hoy son fácilmente accesibles desde otros pueblos, ya sea de la misma o de diferente isla, gracias a una excelente red de carreteras que incluye túneles que atraviesan montañas, túneles submarinos, puentes y embalses. En 2020 hay 20 túneles, de los cuales el más largo es el túnel de Eysturoy, entre la isla del mismo nombre y Streymoy, que mide más de 11 km.
Las islas de Vágar, Streymoy, Eysturoy, Borðoy, Viðoy y Kunoy se encuentran comunicadas entre sí por vía terrestre. Este conjunto de islas aglutina cerca del 85 % de la población y la mayor parte del territorio feroés. Otras islas importantes, las sureñas Sandoy y Suðuroy, están unidas con Tórshavn por medio de modernos y rápidos transbordadores.
Existen ocho islas, pequeñas y de escasa población, con comunicaciones relativamente deficientes con el resto del archipiélago, lo que dificulta su desarrollo económico e impulsa su despoblamiento. A estas islas —conocidas como útoyggjar— se llega solamente a través de pequeños transbordadores o helicópteros.
El aeropuerto es de rápido acceso para la mayor parte de la población feroesa. Desde Tórshavn también se conecta por transbordador exprés con Islandia y Dinamarca.
En 2021 las Islas Feroe inauguraron la primera rotonda submarina en el mundo, la cual forma parte del túnel de Eysturoy que une las islas de Streymoy y Eysturoy.

### Medios de comunicación

#### Radio y televisión
Las Feroe tienen 13 emisoras de frecuencia modulada y una de onda media de (531 kHz). Hay tres canales de televisión, con 43 repetidores repartidos por el archipiélago. Desde 1985, los feroeses pueden ver el canal local Sjónvarp Føroya (SVF).
Desde octubre de 2002 hay televisión digital terrestre (TDT) en Feroe. Además, a través de Televarpið se pueden sintonizar canales extranjeros.

## Demografía

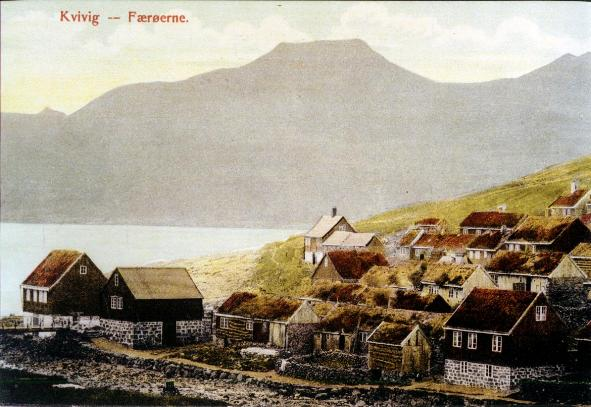
La localidad de Kvívík en 1900.

Las islas Feroe tienen una población de 49 709 habitantes según estimaciones de julio de 2013. En el mismo año, solo cinco localidades del archipiélago superan los 1500 residentes. Estas son: Tórshavn, la capital (12 245 habitantes), Klaksvík (4585 habitantes), Hoyvík (3730 habitantes), Argir (1998 habitantes) y Fuglafjørður (1503 habitantes), las cuales son llamadas býur (localidades urbanas) por el Departamento de Estadística Feroés. El resto de las localidades son consideradas bygd (localidades rurales). La zona urbana de Tórshavn incluye Argir y Hoyvík, y aglutina una población de 17 973 habitantes por lo que es, con mucho, la principal región demográfica de las islas, además del centro económico y cultural. Klaksvík, llamada la capital de las islas del norte, es la segunda zona urbana y cuenta con el mayor puerto pesquero de las islas Feroe. Otra zona con una densidad relativamente importante es la región del Skálafjørður, en la isla Eysturoy, que incluye varios poblados cercanos.

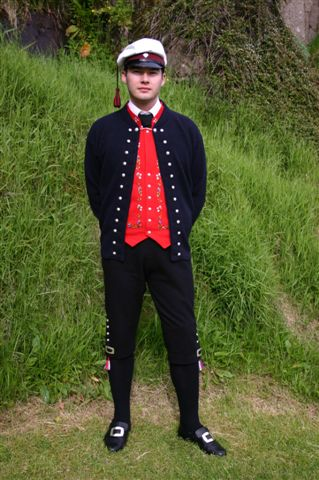
Traje típico empleado por los estudiantes.

Todas las islas están pobladas, salvo Lítla Dímun, la más pequeña e inaccesible. Casi todos los poblados se localizan en valles costeros. La única excepción es el pueblo de Vatnsoyrar, junto al lago Sørvágsvatn. Varias islas, en especial las más pequeñas, tienen poblaciones muy escasas y a la baja.
El 98 % del total de habitantes son «ciudadanos del reino», es decir, feroeses (91.7 %), daneses (5.8 %) y groenlandeses (0.3 %). Junto a los nacionalizados, componen el grupo de ciudadanos de reino.
El mayor grupo de extranjeros lo constituyen los islandeses, que representan el 0.4 % de la población, seguidos por los noruegos y polacos, con 0.2 % cada uno. En total, en las Feroe residen personas de 77 nacionalidades.
Estos datos no permiten contabilizar el número de hablantes de feroés, porque un importante número de hablantes nativos de feroés residen en Dinamarca y, a la inversa, existen familias feroesas descendientes de daneses que utilizan el danés como lengua vernácula.
Estudios genéticos han determinado que la ascendencia paterna es 80 % escandinava (noruega) y 20 % británica.Mientras tanto, para la ascendencia materna los datos se invierten, siendo 90 % celta y 10 % vikinga.

### Desarrollo poblacional

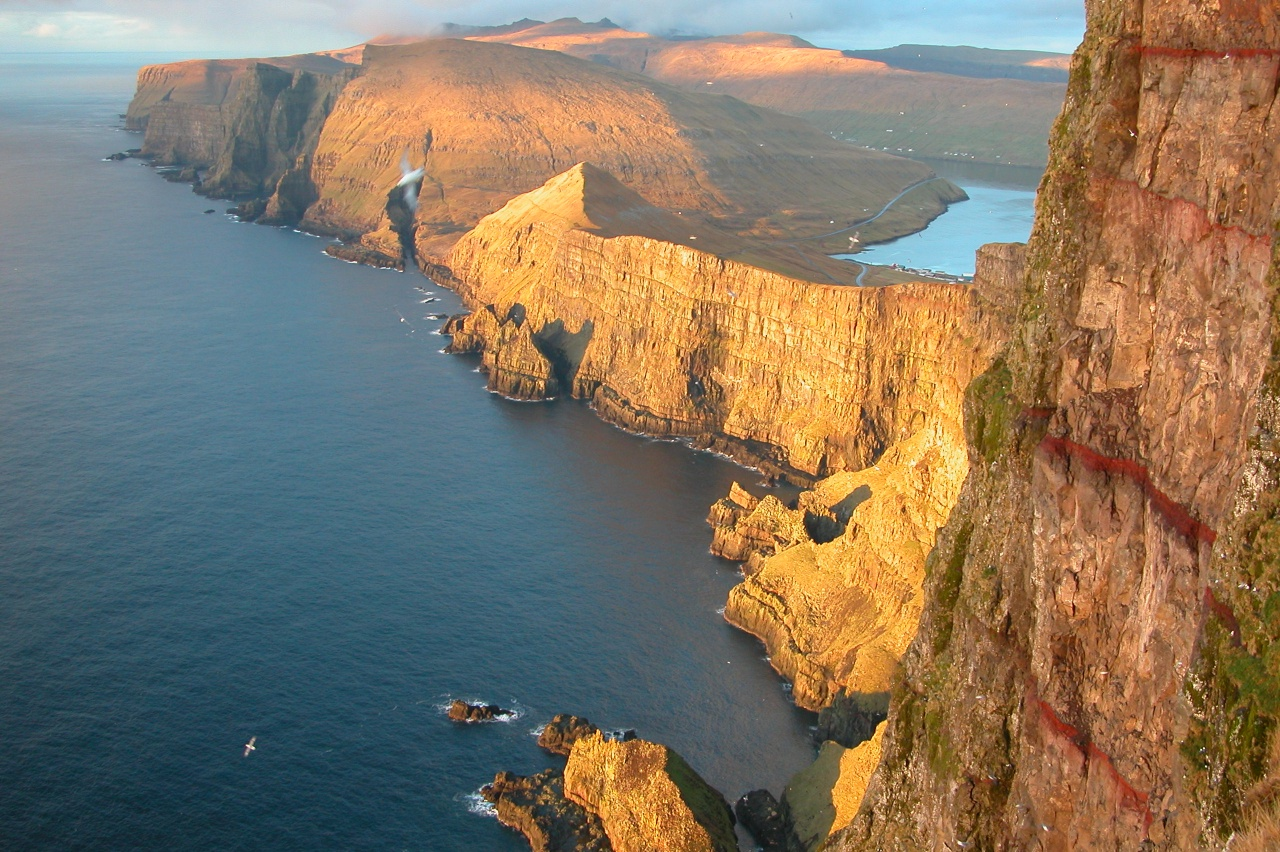
Las costas occidentales de las islas suelen ser escarpadas e inaccesibles, mientras que en la zona oriental las costas son llanas, siendo estos los lugares en los que se encuentran las localidades feroesas. En la imagen, vista tomada desde el acantilado de Beinisvørð.

Los primeros habitantes de las Feroe fueron monjes irlandeses que fundaron pequeños asentamientos. Con la llegada de los vikingos, la población creció exponencialmente hasta los cuatro mil individuos y en el siglo XVIII se llegó a la cifra de cinco mil habitantes. Entre los años 1349-50, casi la mitad de la población murió debido a una epidemia de peste. Una segunda colonización escandinava volvió a elevar la población a los niveles anteriores a la epidemia. Cuando se permitió la pesca de altura (que sustituyó a la difícil agricultura del archipiélago) y hubo mejoras en los tratamientos médicos, la población feroesa volvió a aumentar. Desde finales del siglo XVIII y principios del siglo XXI, la población total se multiplicó por diez. No obstante, en la década de los 90, la crisis económica provocó una fuerte emigración hacia otras zonas del reino, aunque con el paso de los años muchos han regresado.
Las islas Feroe son uno de los pocos lugares del mundo donde la población masculina supera a la femenina, con un 52 % de hombres y un 48 % de mujeres (1 de enero de 2007). En el grupo de edad de 20 a 39, la diferencia asciende al 11 %.
La media de hijos de las familias feroesas es de 2.6. Es la tasa de natalidad más alta de los países nórdicos. Por otro lado, hay muy pocas separaciones y divorcios, teniendo también la menor tasa de suicidios de la zona.
| Fecha | Habitantes |
| ----- | ---------- |
| 1327  | ca. 4000   |
| 1350  | ca. 2000   |
| 1769  | 4773       |
| 1801  | 5255       |
| 1834  | 6928       |
| 1840  | 7314       |
| 1845  | 7782       |
| 1850  | 8137       |
| 1855  | 8651       |
| 1880  | 11 220     |

| Fecha                   | Habitantes |
| ----------------------- | ---------- |
| 1900                    | 15 230     |
| 1911                    | ca. 18 800 |
| 1925                    | 22 835     |
| 1950                    | 31 781     |
| 1970                    | ca. 38 000 |
| 1975                    | 40 441     |
| 1985                    | 45 749     |
| 31 de diciembre de 1989 | 47 787     |
| 31 de diciembre de 1995 | 43 358     |
| 31 de diciembre de 1996 | 43 784     |

| Fecha                   | Habitantes |
| ----------------------- | ---------- |
| 31 de diciembre de 1997 | 44 262     |
| 31 de diciembre de 1998 | 44 817     |
| 31 de diciembre de 1999 | 45 409     |
| 31 de diciembre de 2000 | 46 196     |
| 31 de diciembre de 2001 | 46 996     |
| 31 de diciembre de 2002 | 47 704     |
| 31 de diciembre de 2003 | 48 214     |
| 1 de enero de 2004      | 48 353     |
| 1 de enero de 2005      | 48 371     |

### Idioma
El feroés tiene sus orígenes en el nórdico antiguo y es en la actualidad una de las lenguas germánicas con menos hablantes. Para los islandeses y algunos noruegos de la zona noroccidental de Noruega, el feroés es una lengua inteligible. La lengua más cercana al feroés era el ya extinto norn que se hablaba en las islas Shetland.
En 1540 el feroés fue desplazado por el danés como lengua oficial, pero a lo largo de los siglos se mantuvo como lengua oral. La cultura feroesa se transmitía de padres a hijos a través de baladas. Algunos pioneros, como Jens Christian Svabo y Johan Henrik Schrøter, intentaron escribir el feroés por primera vez. La ortografía actual es obra de V. U. Hammershaimb y Jakob Jakobsen. Tras las huelgas feroesas, el idioma feroés se convirtió en lengua oficial y volvió a ocupar todos los puestos en los que había sido desplazado por el danés. No obstante, este último sigue manteniéndose como lengua oficial de la administración, y, por este motivo, las leyes feroesas siempre deben traducirse al danés.
Las leyendas y cuentos populares están en feroés y, en el caso de que se aprenda otra lengua, los feroeses se decantan por el inglés antes que por el danés. Casi todos los feroeses entienden el noruego, sueco e islandés. Otros idiomas minoritarios en las islas son el alemán y el francés.
La política lingüística feroesa es muy purista, similar a la de Islandia, ya que trata de adaptar todo el vocabulario extranjero a las reglas gramaticales y ortográficas feroesas.
Aparte de los 45 000 feroeses que habitan en las islas, en Dinamarca viven unos quince mil más cuya lengua materna es el feroés. En 1998 se publicó el Føroysk orðabók, el primer diccionario de feroés. En la Universidad de las Islas Feroe se puede estudiar en la lengua autóctona.

### Religión

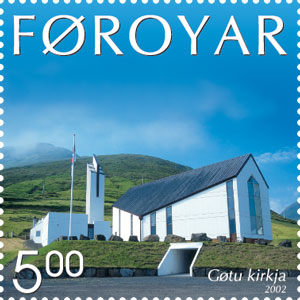
La nueva iglesia de Gøta fue inaugurada por la reina Margarita II de Dinamarca.

Según la saga Færeyinga, Sigmundur Brestisson llevó el cristianismo católico a las islas en el año 999. Sin embargo, la arqueología de un yacimiento en Toftanes, Leirvík, llamado Bønhústoftin (en español: ruina de la casa de oración) y más de una docena de losas de Ólansgarður, en la pequeña isla de Skúvoy, que en su parte principal rodean cruces lineales y de contorno, sugieren que el llamado cristianismo celta pudiera haber llegado al menos 150 años antes. La reforma protestante de las Islas Feroe en su forma luterana se completó el 1 de enero de 1540. Según las estadísticas oficiales de 2019, el 79.7 % de la población feroesa es miembro de la iglesia estatal, la Iglesia de las Islas Feroe (Fólkakirkjan), que sigue una forma de luteranismo. La Fólkakirkjan se convirtió en una iglesia independiente en 2007; anteriormente había sido una diócesis dentro de la Iglesia de Dinamarca. Entre los miembros feroeses del clero que han tenido importancia histórica se encuentran Venceslaus Ulricus Hammershaimb (1819-1909), Fríðrikur Petersen (1853-1917) y, quizá lo más significativo, Jákup Dahl (1878-1944), que tuvo una gran influencia para que en la iglesia se hablara el idioma feroés en lugar del danés. La participación en las iglesias es más frecuente entre la población feroesa que entre la mayoría de los demás escandinavos.
A finales de la década de 1820, se estableció en Inglaterra el movimiento religioso evangélico cristiano de los Hermanos de Plymouth. En 1865, un miembro de este movimiento, William Gibson Sloan, viajó a las Feroe desde las Shetland en Escocia. A principios del siglo XX, los Hermanos de Plymouth feroeses eran treinta. En la actualidad, alrededor del 10 % de la población feroesa es miembro de la comunidad de los Hermanos Abiertos (Brøðrasamkoman). Alrededor del 3 % pertenece al Movimiento carismático. Hay varias iglesias carismáticas en las islas, la mayor de las cuales, llamada Keldan (La Primavera), tiene entre doscientos y trescientos miembros. Alrededor del 2 % pertenece a otros grupos cristianos. Los adventistas tienen una escuela privada en Tórshavn. Los Testigos de Jehová también tienen cuatro congregaciones con un total de 121 miembros. La congregación de la Iglesia católica está bajo la jurisdicción de la diócesis católica de Copenhague. El municipio de Tórshavn cuenta con una antigua escuela franciscana.
También hay una quincena de seguidores de la Fe Baháʼí que se reúnen en cuatro lugares diferentes. El Islam se estableció a través de la Comunidad Musulmana Ahmadiyya en las Islas Feroe en 2010. A diferencia de Dinamarca, Suecia e Islandia con el Forn Siðr, las Islas Feroe no cuentan con una comunidad pagana organizada.

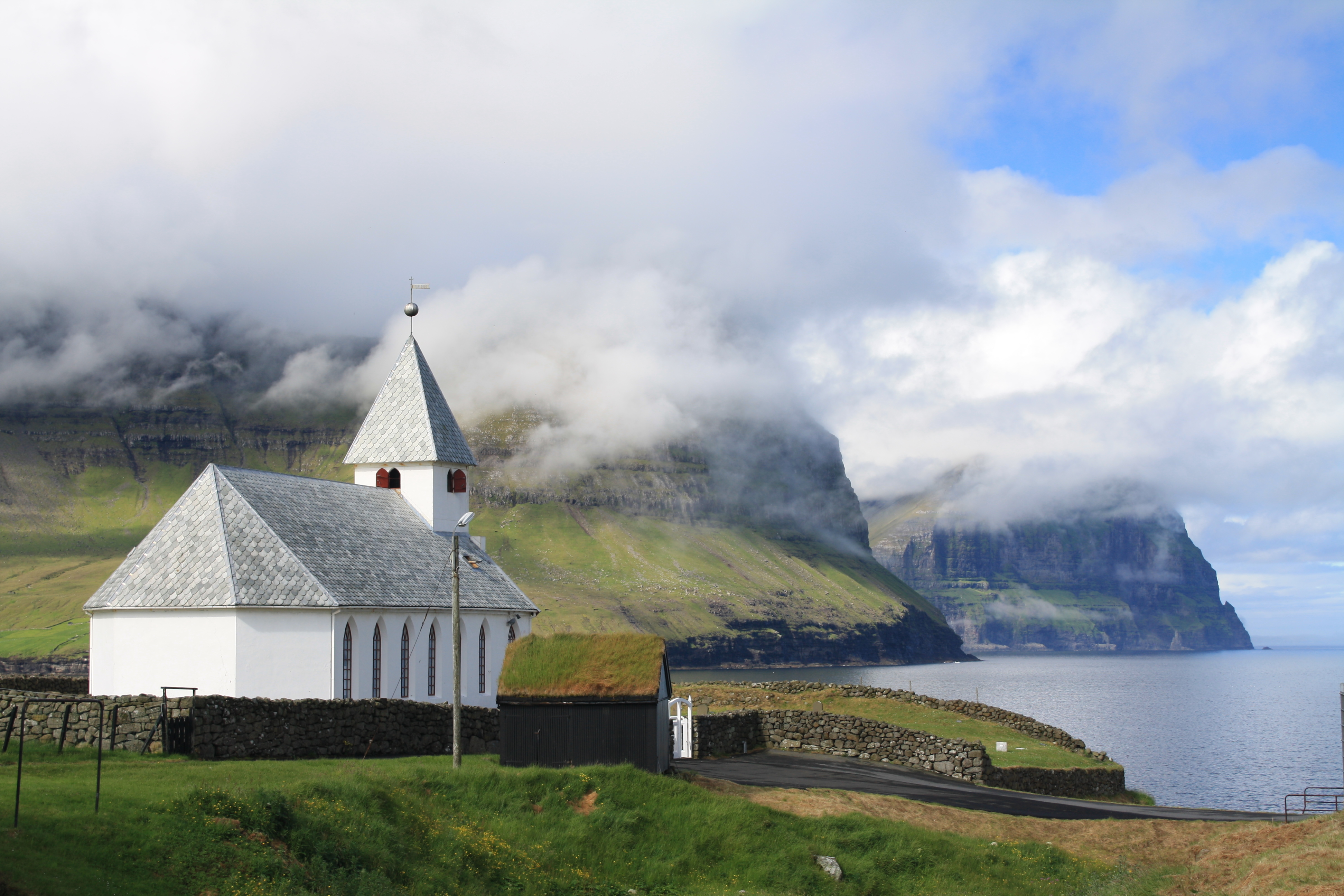
Iglesia en Viðareiði

Los edificios eclesiásticos más conocidos de las Islas Feroe son la catedral de Tórshavn, la iglesia de Olaf II de Noruega y la catedral de San Magnus en Kirkjubøur; la Vesturkirkjan y la iglesia de Santa María, ambas situadas en Tórshavn; la iglesia de Fámjin; la iglesia octogonal de Haldórsvík y la Christianskirkjan de Klaksvík.
En 1948, Victor Danielsen (Hermanos de Plymouth) realizó la primera traducción de la Biblia al feroés a partir de diferentes lenguas modernas. Jacob Dahl y Kristian Osvald Viderø (Fólkakirkjan) completaron la segunda traducción en 1961. Esta última se tradujo de las lenguas bíblicas originales (hebreo y griego) al feroés.
Según el censo de 2011, había 33 018 cristianos (95.44 %), 23 musulmanes (0.07 %), 7 hindúes (0.02 %), 66 budistas (0.19 %), 12 judíos (0.03 %), 13 baháʼís (0.04 %), 3 sijs (0.01 %), 149 otros (0.43 %), 85 con más de una creencia (0.25 %) y 1397 sin religión (4.04 %).

### Educación

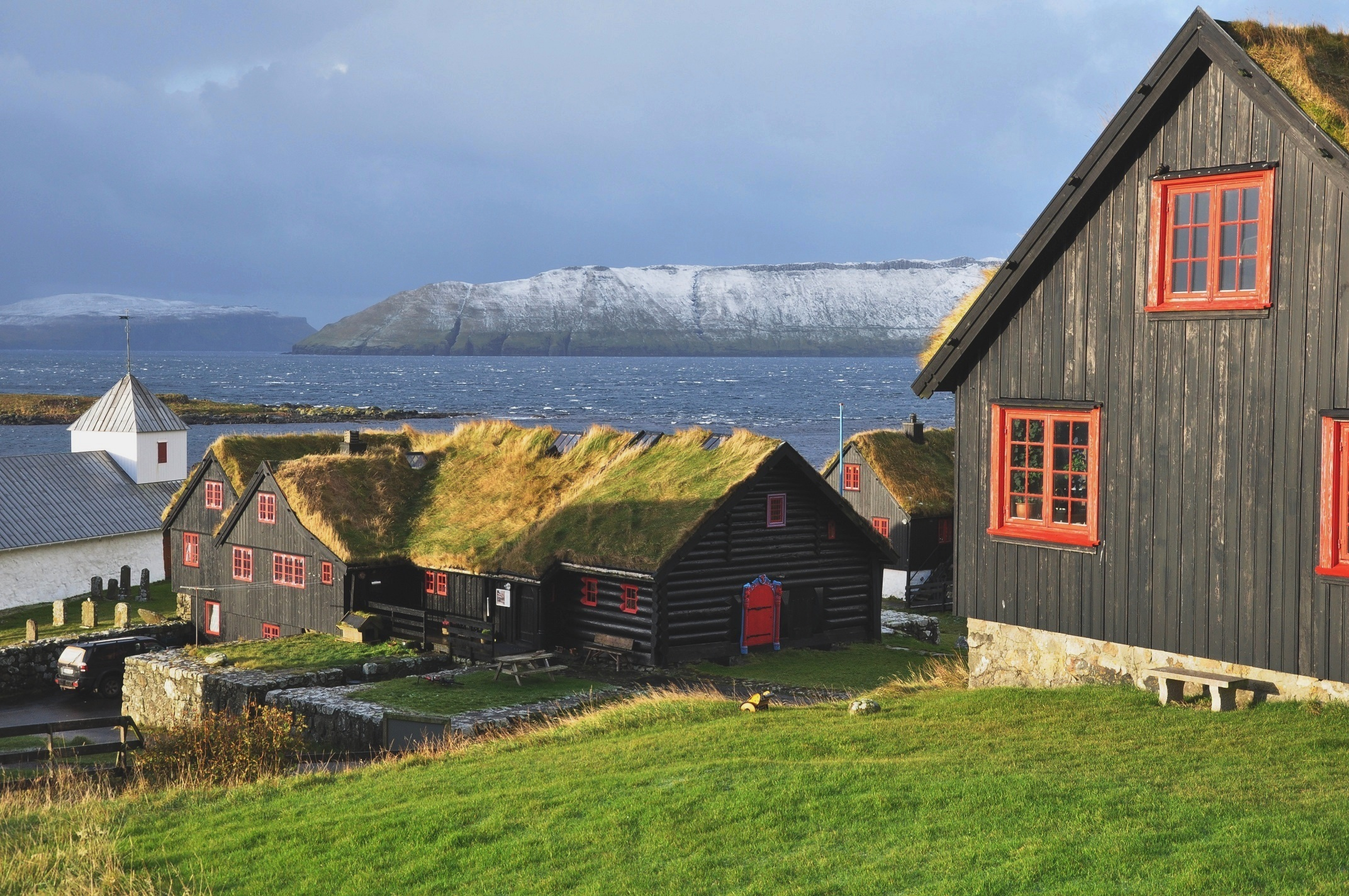
En la Edad Media la educación era ofrecida por la Iglesia Católica en Kirkjubøur.

Los niveles de enseñanza en las Islas Feroe son la primaria, la educación secundaria y el nivel superior. La mayoría de los centros están financiados por el Estado; hay pocas escuelas privadas en el país. La educación es obligatoria durante 9 años entre los 7 y los 16 años.
La enseñanza obligatoria consta de siete años de educación primaria y dos de primer ciclo de secundaria; es pública, gratuita, impartida por los respectivos municipios, y se denomina Fólkaskúli en feroés. El Fólkaskúli también ofrece educación preescolar opcional, así como el décimo año de educación, que es un requisito para ser admitido en la educación secundaria superior. Los estudiantes que completan la educación obligatoria pueden continuar su formación en una escuela de formación profesional, donde pueden recibir formación y educación específica para el trabajo.
Dado que la industria pesquera es una parte importante de la economía del país, las escuelas marítimas son una parte importante de la educación feroesa. Al terminar el décimo año de Fólkaskúli, los estudiantes pueden continuar con la educación secundaria superior, que consta de varios tipos de escuelas. La educación superior se imparte en la Universidad de las Islas Feroe; una parte de los jóvenes feroeses se traslada al extranjero para cursar estudios superiores, principalmente en Dinamarca. Otras formas de enseñanza son la educación de adultos y las escuelas de música. La estructura del sistema educativo feroés guarda similitudes con su homólogo danés.
En el siglo XII, la educación era impartida por la Iglesia Católica en las Islas Feroe. La Iglesia de Dinamarca se hizo cargo de la educación tras la Reforma Protestante. Las instituciones educativas modernas comenzaron a funcionar en el último cuarto del siglo XIX y se desarrollaron a lo largo del siglo XX. El estatus de la lengua feroesa en la educación fue una cuestión importante durante décadas, hasta que se aceptó como lengua de enseñanza en 1938. Al principio, la educación era administrada y regulada por Dinamarca. En 1979, las competencias en materia de educación comenzaron a transferirse a las autoridades feroesas, procedimiento que se completó en 2002.
El Ministerio de Educación, Investigación y Cultura tiene la jurisdicción de la responsabilidad educativa en las Islas Feroe. Dado que las Islas Feroe forman parte del Reino de Dinamarca, la educación en las Islas Feroe está influenciada y tiene similitudes con el sistema educativo danés; existe un acuerdo de cooperación educativa entre las Islas Feroe y Dinamarca. En 2012 el gasto público en educación fue del 8.1 % del PIB. Los municipios son responsables de los edificios escolares para la educación de los niños en Fólkaskúlin desde el primer grado hasta el noveno o décimo grado (de 7 a 16 años).
En noviembre de 2013, 1615 personas, es decir, el 6.8 % del total de empleados, estaban empleadas en el sector de la educación. De las 31 270 personas de 25 años o más, 1717 (5.5%) han obtenido al menos un máster o un doctorado, 8428 (27 %) han obtenido una licenciatura o una diplomatura, 11 706 (37.4 %) han terminado la educación secundaria superior, mientras que 9419 (30.1 %) solo han terminado la escuela primaria y no tienen ningún otro tipo de educación. No hay datos sobre la alfabetización en las Islas Feroe, pero el CIA Factbook afirma que probablemente sea tan alta como la de Dinamarca, es decir, el 99 %.

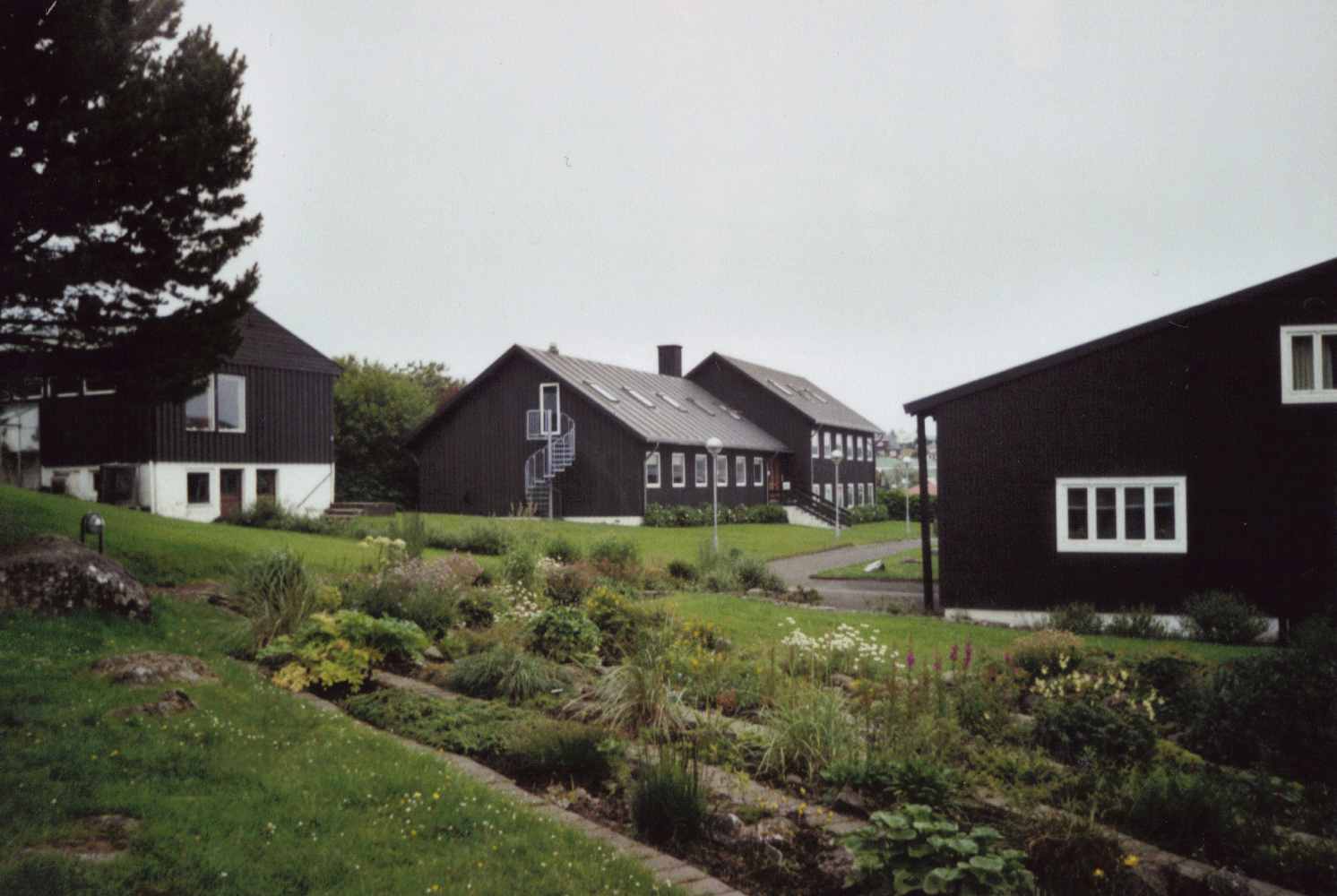
Departamento de Lengua y Literatura Feroesa, Universidad de las Islas Feroe.

La mayoría de los estudiantes de secundaria superior son mujeres, aunque los hombres representan la mayoría en los centros de enseñanza superior. Además, la mayoría de los jóvenes feroeses que se trasladan a otros países para estudiar son mujeres. De los 8535 licenciados, 4796 (56.2 %) han cursado sus estudios en las Islas Feroe, 2724 (31.9 %) en Dinamarca, 543 tanto en las Islas Feroe como en Dinamarca, 94 (1.1 %) en Noruega, 80 en el Reino Unido y el resto en otros países.
De los 1719 titulares de másteres o doctorados, 1249 (72.7 %) han cursado sus estudios en Dinamarca, 87 (5.1 %) en el Reino Unido, 86 (5 %) tanto en las Islas Feroe como en Dinamarca, 64 (3.7 %) en las Islas Feroe, 60 (3.5 %) en Noruega y el resto en otros países (principalmente de la UE y nórdicos). Dado que en las Islas Feroe no hay ninguna facultad de medicina, todos los estudiantes de medicina tienen que estudiar en el extranjero; en 2013, de un total de 96 estudiantes de medicina, 76 estudiaron en Dinamarca, 19 en Polonia y 1 en Hungría.

## Cultura
La cultura de las islas Feroe tiene sus raíces en la cultura nórdica. Las Feroe estaban aisladas de las principales corrientes y movimientos culturales que recorrieron parte de Europa. Esto significa que han mantenido una gran parte de su cultura tradicional. El idioma que se habla es propio de las islas Feroe y es una de las tres lenguas escandinavas insulares que descienden de la lengua nórdica antigua, que se hablaban en los países escandinavos en la época vikinga, siendo las otras la islandesa y la norn, actualmente extinta. Hasta el siglo XV, las Islas Feroe tenían una ortografía similar a la islandesa y noruega, pero después de la Reforma en 1538, una sentencia danesa prohibió su uso en escuelas, iglesias y otros documentos oficiales. A pesar de una tradición oral rica que ha sobrevivido durante 300 años, el idioma no se escribía. Esto significa que todos los poemas y relatos fueron transmitidos en forma oral: sagnir (histórico), ævintýr (cuentos) y kvæði (baladas), a menudo con música y la danza medieval de la cadena. Finalmente, se escribieron en el siglo XIX.

### Literatura

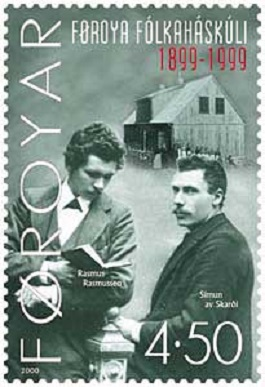
Rasmus Rasmussen, el escritor que elaboró la primera novela en lengua feroesa

La literatura escrita feroesa sólo se ha desarrollado en los últimos 100-200 años. Esto se debe principalmente al aislamiento de las islas, y también a que la lengua feroesa no se escribió de forma estandarizada hasta 1890. También se fomentó el danés en detrimento del feroés. No obstante, las Islas Feroe han producido varios autores y poetas. Una rica tradición oral de siglos de cuentos populares y canciones populares feroesas acompañaba a la danza en cadena de las Islas Feroe. La gente se aprendía estas canciones e historias de memoria, y se las contaban o cantaban entre sí, enseñando también a las generaciones más jóvenes. Este tipo de literatura se reunió en el siglo XIX y principios del XX. Las canciones populares feroesas, llamadas en feroés kvæði, siguen utilizándose aunque no a gran escala como antes. Algunas de las canciones folclóricas feroesas han sido utilizadas por el grupo de metal vikingo feroés Týr, es decir, Ormurin Langi.
La primera novela feroesa, Bábelstornið de Regin í Líð, se publicó en 1909; la segunda novela se publicó 18 años después. Entre 1930 y 1940, un escritor del pueblo de Skálavík, en la isla de Sandoy, Heðin Brú, publicó tres novelas: Lognbrá (1930), Fastatøkur (1935) y Feðgar á ferð (título en inglés: The old man and his sons) (1940). Feðgar á ferð se ha traducido a varios idiomas. Martin Joensen, de Sandvík, escribió sobre la vida en los barcos pesqueros feroeses; publicó las novelas Fiskimenn (1946) y Tað lýsir á landi (1952).
Los poetas más conocidos de principios del siglo XX son, entre otros, los dos hermanos de Tórshavn: Hans Andrias Djurhuus (1883-1951) y Janus Djurhuus (1881-1948), otros poetas conocidos de esta época y de mediados del siglo XX son Poul F. Joensen (1898-1970), Regin Dahl (1918-2007) y Tummas Napoleon Djurhuus (1928-71). Sus poemas son populares incluso hoy en día y se pueden encontrar en cancioneros y libros escolares feroeses. Jens Pauli Heinesen (1932-2011), maestro de escuela de Sandavágur, fue el novelista feroés más productivo, ya que publicó 17 novelas. Steinbjørn B. Jacobsen (1937-2012), maestro de escuela de Sandvík, escribió cuentos, obras de teatro, libros infantiles e incluso novelas. La mayoría de los escritores feroeses escriben en feroés; dos excepciones son William Heinesen (1900-91) y Jørgen-Frantz Jacobsen (1900-38).
Las mujeres no eran tan visibles en la primera literatura feroesa, salvo Helena Patursson (1864-1916), pero en las últimas décadas del siglo XX y a principios del XXI escritoras como Ebba Hentze (nacida en 1933) escribieron libros infantiles, cuentos, etc. Guðrið Helmsdal publicó la primera colección de poemas modernistas, Lýtt lot, en 1963, que al mismo tiempo fue la primera colección de poemas feroeses escrita por una mujer. Su hija, Rakel Helmsdal (nacida en 1966), también es escritora, más conocida por sus libros infantiles, por los que ha ganado varios premios y nominaciones. Otras escritoras son las novelistas Oddvør Johansen (nacida en 1941), Bergtóra Hanusardóttir (nacida en 1946) y las escritoras de novelas y libros infantiles Marianna Debes Dahl (nacida en 1947) y Sólrun Michelsen (nacida en 1948). Otros escritores feroeses modernos son Gunnar Hoydal (nacido en 1941), Hanus Kamban (nacido en 1942), Jógvan Isaksen (nacido en 1950), Jóanes Nielsen (nacido en 1953), Tóroddur Poulsen y Carl Jóhan Jensen (nacido en 1957). Algunos de estos escritores han sido nominados al Premio de Literatura del Consejo Nórdico entre dos y seis veces, pero nunca lo han ganado. El único escritor feroés que escribe en feroés que ha ganado el premio es el poeta Rói Patursson (nacido en 1947), que ganó el premio en 1986 por Líkasum. En 2007 se publicó en Leipzig la primera antología feroesa/alemana "De Janus Djurhuus a Tóroddur Poulsen - Poesía feroesa durante 100 años", editada por Paul Alfred Kleinert, que incluye una breve historia de la literatura feroesa.
En el siglo XXI, algunos nuevos escritores tuvieron éxito en las Islas Feroe y en el extranjero. Bárður Oskarsson (nacido en 1972) es escritor de libros infantiles e ilustrador; sus libros fueron premiados en las Islas Feroe, Alemania y el Premio de Literatura Infantil y Juvenil del Consejo Nórdico Occidental (2006). Aunque no nació en las Islas Feroe, Matthew Landrum, poeta estadounidense y editor de la revista Structo, ha escrito una colección de poemas sobre las Islas. Sissal Kampmann (nacida en 1974) ganó el premio literario danés Klaus Rifbjerg's Debutant Prize (2012), y Rakel Helmsdal ha ganado premios feroeses e islandeses; ha sido nominada al Premio de Literatura Infantil y Juvenil del Consejo Nórdico Occidental y al Premio de Literatura Infantil y Juvenil del Consejo Nórdico (en representación de Islandia, escribió el libro junto con un escritor/ilustrador islandés y otro sueco). Marjun Syderbø Kjelnæs (nacida en 1974) tuvo éxito con su primera novela Skriva í sandin para adolescentes; el libro fue premiado y nominado tanto en las Islas Feroe como en otros países. Ganó el Premio Nórdico del Libro Infantil (2011) por este libro, White Raven Deutsche Jugendbibliothek (2011) y fue nominada al Premio de Literatura Infantil y Juvenil del Consejo Nórdico Occidental y al Premio de Literatura Infantil y Juvenil del Consejo Nórdico (2013)-

### Fiesta nacional

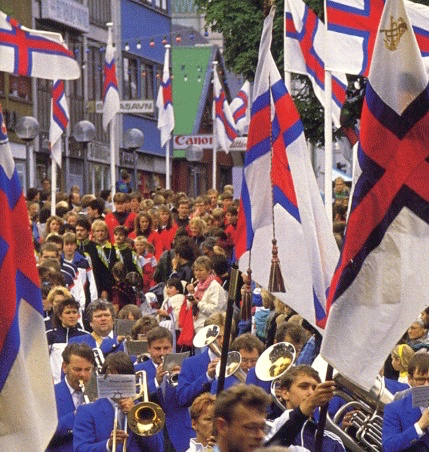
Desfile anual en Ólavsøka.

La fiesta nacional, Ólavsøka, se celebra el 29 de julio y conmemora la muerte de san Olaf. La celebración se realiza en Tórshavn. Empieza en la tarde del día 28 y continúa hasta el 31 de julio.
La celebración oficial empieza el día 29, con la apertura del Parlamento de las Islas Feroe, una costumbre que data de hace unos 900 años. Comienza con un servicio religioso en la catedral de Tórshavn, con todos los miembros del Parlamento, así como funcionarios civiles y eclesiásticos que se trasladan a la Catedral en procesión. Todos los ministros de la parroquia se turnan para dar el sermón. Después del servicio, la procesión regresa al Parlamento para la ceremonia de apertura.
Otras celebraciones están marcadas por diferentes tipos de competiciones deportivas, siendo la más popular la competición de remo (en el puerto de Tórshavn), exposición de arte, conciertos de música pop y la famosa danza de las islas Feroe.

### Cámara de los países nórdicos en las islas Feroe
La Cámara de los países nórdicos en las islas Feroe (en feroés, Norðurlandahúsið) es la institución cultural más importante en las islas Feroe. Su finalidad es apoyar y promover la cultura de Escandinavia y de las islas Feroe a nivel local y en la región nórdica. Erlendur Patursson (1913-1986), miembro de las islas Feroe en el Consejo Nórdico, planteó la idea de una casa cultural de los países nórdicos en las islas Feroe. En 1977 se celebró un concurso para arquitectos nórdicos en el que participaron 158 arquitectos. Los ganadores fueron Ola Steen, de Noruega, y Kolbrun Ragnarsdóttir de Islandia. Inspirándose en el folclore, los arquitectos construyeron la Casa Nórdica para parecerse a una colina encantada de los elfos. La casa se inauguró en Tórshavn, en 1983. La Cámara de los países nórdicos es una organización cultural en el marco del Consejo Nórdico de Ministros. La Casa Nórdica está dirigida por un comité de dirección de ocho personas, de las cuales tres son de las islas Feroe y cinco de otros países nórdicos. Hay también un órgano de asesoramiento local de quince miembros, en representación de las organizaciones culturales de las islas Feroe. La Cámara está dirigida por un director nombrado por el comité directivo para un mandato de cuatro años.

### Gastronomía

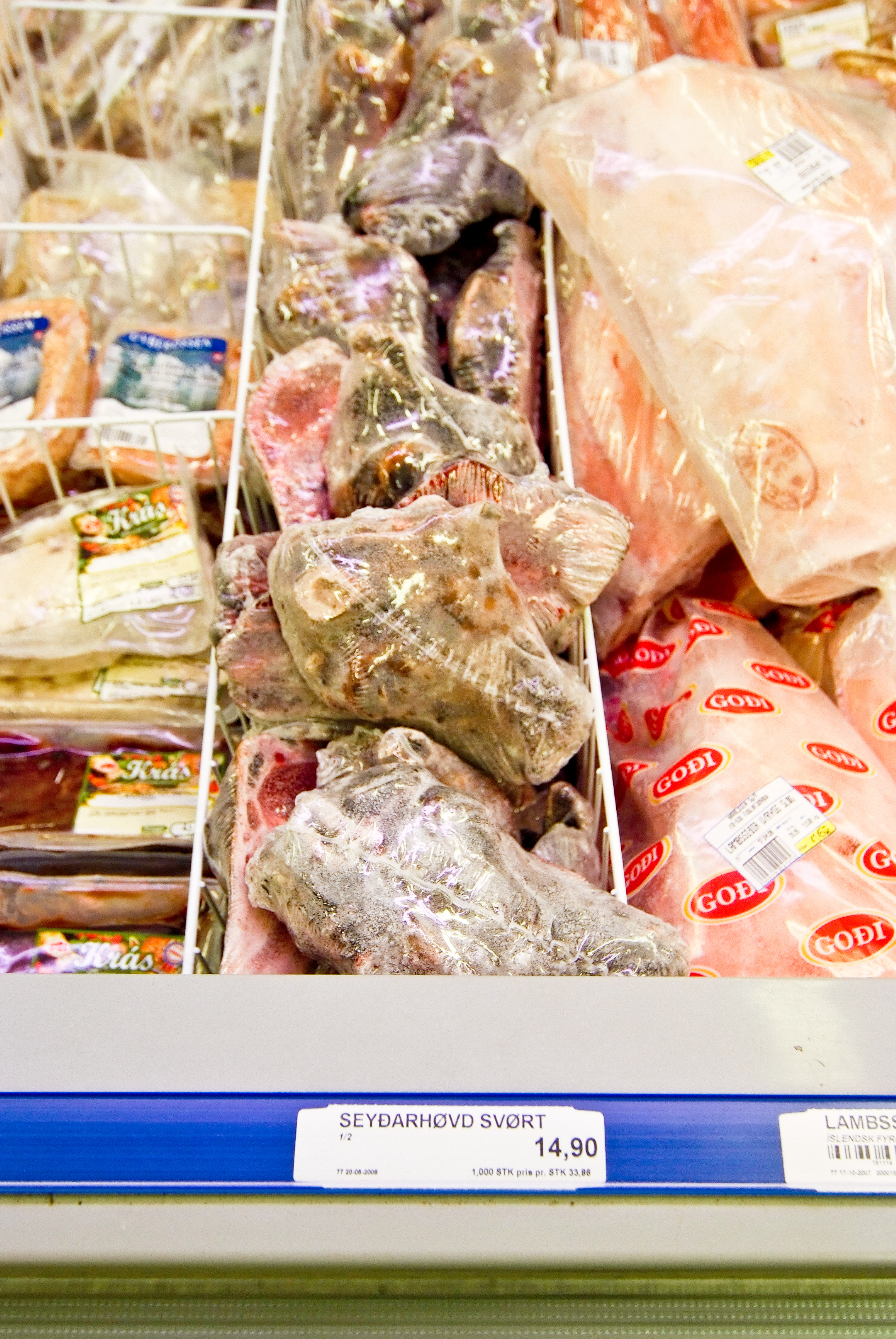
Cabezas de cordero en un supermercado de Fuglafjørður.

La gastronomía tradicional se basa en la carne de cordero y el pescado. La oveja es un animal del que se aprovecha todo. Algunos platillos populares son el skerpikjøt (carne secada al aire durante más de un año), el garnatálg (un embuchado de asaduras) o la seyðahøvd (cabezas de oveja), pero también se elaboran otros productos con carne, despojos y grasa de oveja, como por ejemplo salchichas, morcillas y sopa. El ganado vacuno siempre ha sido escaso, siendo usado en algunos lugares para la producción de leche principalmente, aunque en algunas islas ha estado totalmente ausente.
Hay disponibilidad de pescado fresco todo el año. Se consumen principalmente el arenque, la solla, el fletán, el eglefino, el bacalao, el salmón, los camarones y bogavantes. También es muy común el consumo de pescado seco y curado.
La carne de cetáceo (especialmente calderones y delfines) forma parte de una arraigada tradición en la alimentación feroesa. Una especialidad es el grind og spik, plato elaborado con carne y grasa de calderón.
Entre las piezas de caza son populares la liebre, así como las aves marinas y sus huevos, por ejemplo los frailecillos y los págalos, que forman colonias de varios miles de individuos.
Una de las tradiciones más antiguas e importantes para los habitantes de las islas Feroe es la caza de calderones.
Los vegetales son escasos y tradicionalmente su consumo se reduce a tubérculos (patatas, nabos, ruibarbo).
La cerveza se encuentra entre las bebidas más populares. Hay una marca de cerveza feroesa con sede en Klaksvík, llamada Föroya Bjór. La producción de bebidas con alto grado de alcohol está prohibida en las islas Feroe.

### Música

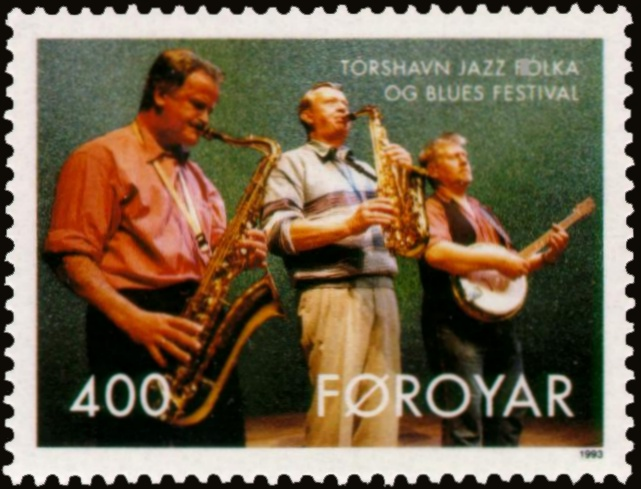
Festival de Jazz, Folk y Blues de las Islas Feroe

Las Islas Feroe cuentan con un activo panorama musical, en el que la música en directo es una parte habitual de la vida de las islas y muchos feroeses dominan varios instrumentos. Teitur Lassen, ganador de varios premios daneses de música, es de las Islas Feroe y posiblemente sea la exportación musical más conocida a nivel internacional.
Las islas tienen su propia orquesta (el conjunto clásico Aldubáran) y muchos coros diferentes; el más conocido es Havnarkórið. Los compositores locales más conocidos de las Islas Feroe son Sunleif Rasmussen y Kristian Blak, que también dirige la compañía discográfica Tutl. La primera ópera feroesa fue obra de Sunleif Rasmussen. Se titula Í Óðamansgarði (El jardín del loco) y se estrenó el 12 de octubre de 2006 en la Casa Nórdica. La ópera está basada en un cuento del escritor William Heinesen.
Los jóvenes músicos feroeses que han ganado mucha popularidad recientemente son Eivør Pálsdóttir, Anna Katrin Egilstrøð, Lena (Lena Andersen), Høgni Reistrup, Høgni Lisberg, HEIÐRIK (Heiðrik á Heygum), Guðrið Hansdóttir y Brandur Enni.
Entre las bandas más conocidas se encuentran Týr, Gestir, Hamferð, The Ghost, Boys in a Band, ORKA, 200, Grandma's Basement, SIC y la antigua banda Clickhaze.
Cada verano se celebra el festival de música contemporánea y clásica Summartónar. ¡El G! Festival de Norðragøta, en julio, y el Summarfestivalurin de Klaksvík, en agosto, son dos grandes festivales de música popular al aire libre en los que participan músicos locales e internacionales. Havnar Jazzfelag se creó el 21 de noviembre de 1975 y sigue en activo. Actualmente, Havnar Jazzfelag organiza VetrarJazz, entre otros festivales de jazz en las Islas Feroe.

### Caza de ballenas

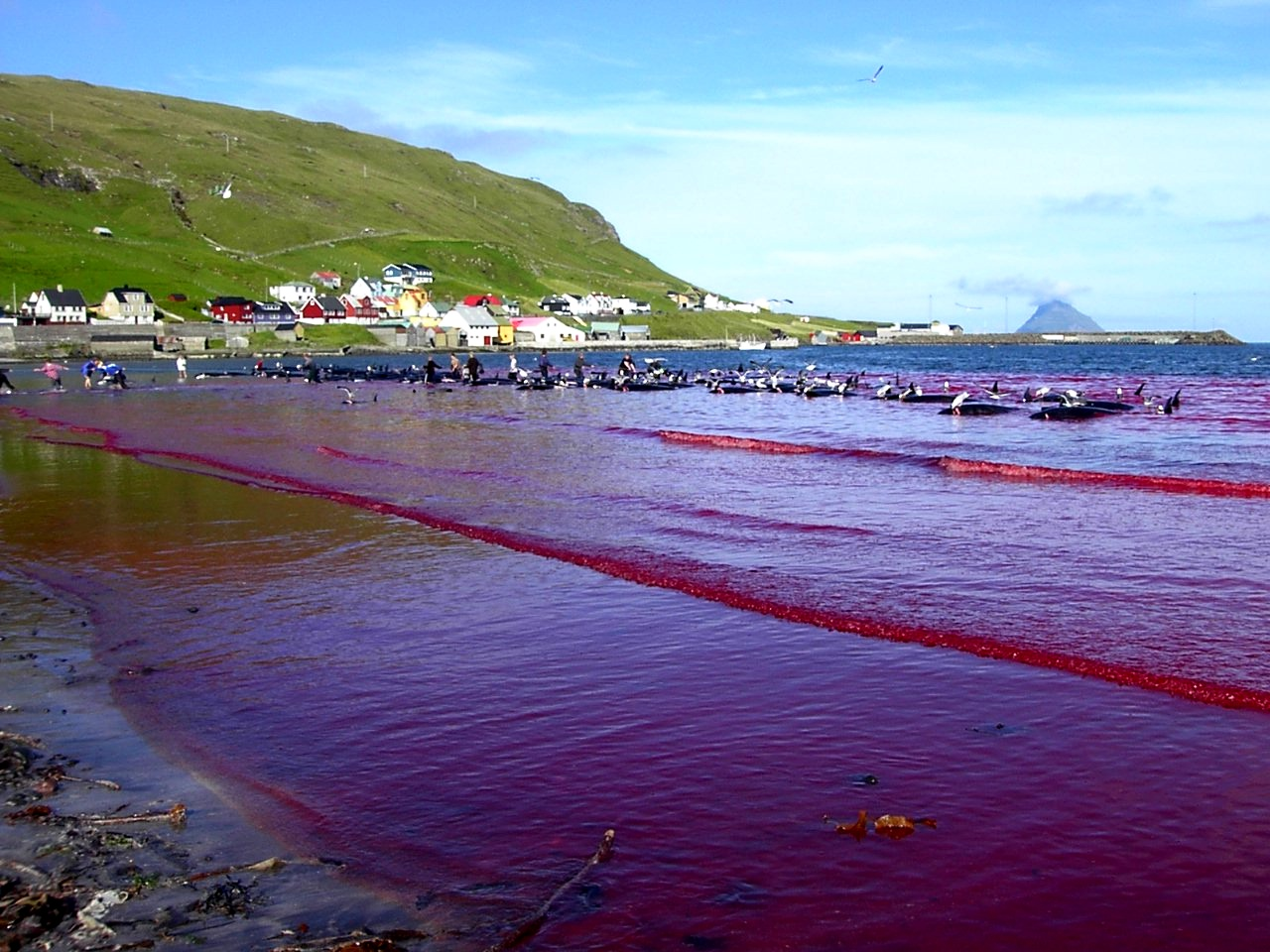
El mar se torna rojo debido a la sangre de las ballenas.

La caza de ballenas piloto de las Islas Feroe se ha practicado desde 1584. Se encuentra regulada por las autoridades de las islas Feroe, pero no por la Comisión Ballenera Internacional, ya que hay desacuerdos acerca de la autoridad jurídica de la Comisión para regular la caza de pequeños cetáceos. Anualmente se caza un promedio de 627 ballenas piloto, aunque en 2010 la cifra se elevó a 1115 solo hasta el mes de noviembre. La caza, llamada "grindadráp", se organiza a nivel comunitario y cualquiera puede participar en ella. Los primeros cazadores rodean a las ballenas piloto formando un semicírculo de barcos, atrapándolas con cuerdas y cortando sus arterias principales con un gancho, lo que provoca su rápida muerte (según ellos mueren en 30 segundos o un minuto como mucho), pero tiñen el mar de sangre causando un sádico panorama.
La caza de ballenas en las Feroe es de tipo cultural e histórico, ya que dependen de los recursos del mar. Algunas asociaciones de derechos de los animales la han criticado severamente, y a través de fotografías y videos han documentado la práctica y sus métodos, como lo ha registrado la prensa internacional. Los cazadores argumentan que los periodistas no presentan la información suficiente de los métodos de captura o su importancia económica.

### Vestimenta
La artesanía feroesa se basa principalmente en los materiales disponibles en los pueblos locales, sobre todo la lana. Las prendas incluyen jerséis, bufandas y guantes. Los jerséis feroeses tienen patrones nórdicos distintivos; cada pueblo tiene algunas variaciones regionales transmitidas de madre a hija. Recientemente se ha producido un fuerte resurgimiento del interés por el tejido feroés, con gente joven que teje y lleva versiones actualizadas de los antiguos patrones, acentuados por colores fuertes y dibujos atrevidos. Esto parece ser una reacción a la pérdida de los estilos de vida tradicionales, y como una forma de mantener y afirmar la tradición cultural en una sociedad que cambia rápidamente. Muchos jóvenes estudian y se trasladan al extranjero, lo que les ayuda a mantener los vínculos culturales con su herencia feroesa específica.
También ha habido un gran interés por los jerséis feroeses a partir de la serie de televisión The Killing, donde la actriz principal (la inspectora Sarah Lund, interpretada por Sofie Gråbøl) lleva jerséis feroeses.
El tejido de encaje es una artesanía tradicional. El rasgo más distintivo de los chales de encaje de las Feroe es la forma del fuelle central. Cada chal consta de dos paneles laterales triangulares, un fuelle trasero de forma trapezoidal, un tratamiento de los bordes y, por lo general, la forma de los hombros. Lo llevan todas las generaciones de mujeres, sobre todo como parte del traje tradicional feroés como prenda de abrigo.

El traje nacional tradicional de las Feroe es también una artesanía local en cuya confección la gente invierte mucho tiempo, dinero y esfuerzo. Se lleva en las bodas y en los bailes tradicionales, así como en los días de fiesta. No hay que subestimar la importancia cultural de esta prenda, tanto como expresión de la identidad local y nacional como de transmisión y refuerzo de los conocimientos tradicionales que unen a las comunidades locales.

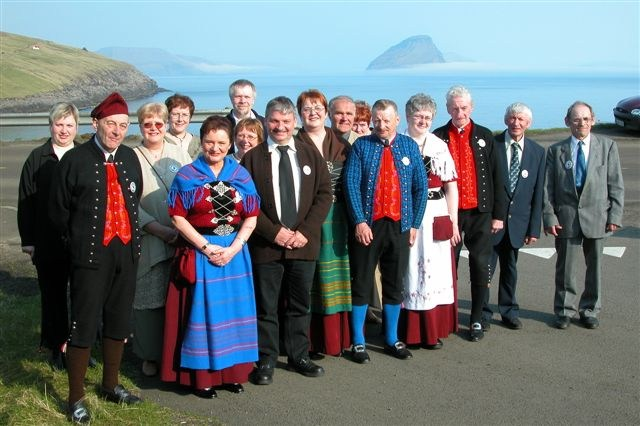
Feroeses ataviados con el traje típico.

Un joven feroés suele recibir un conjunto de ropa feroesa infantil que ha pasado de generación en generación. Los niños se confirman a los 14 años, y normalmente empiezan a reunir las piezas para confeccionar un traje de adulto, lo que se considera un rito de paso. Tradicionalmente, el objetivo era completar el traje para cuando el joven estaba listo para casarse y llevar la ropa en la ceremonia, aunque ahora sólo lo hacen los hombres.
Cada pieza está tejida a mano, teñida, tejida o bordada según las especificaciones del portador. Por ejemplo, el chaleco del hombre se confecciona a mano en lana fina de color azul brillante, rojo o negro. La parte delantera se borda con hilos de seda de colores, a menudo por una pariente. Los motivos suelen ser flores o hierbas locales de las Feroe. A continuación, se cose una fila de botones de plata maciza fabricados en las Islas Feroe.
Las mujeres llevan chales y pichis de seda, algodón o lana bordados, que pueden tardar meses en tejerse o bordarse con la flora y la fauna locales. También se adornan con una falda tobillera tejida a mano de color negro y rojo, un jersey de punto de color negro y rojo, un cinturón de terciopelo y zapatos negros al estilo del siglo XVIII con hebillas de plata. El conjunto se mantiene unido por una hilera de botones de plata maciza, cadenas de plata y broches y hebillas de cinturón de plata de fabricación local, a menudo con motivos de estilo vikingo.
Los trajes nacionales, tanto de hombre como de mujer, son extremadamente costosos y su confección puede llevar muchos años. Las mujeres de la familia suelen trabajar juntas en el montaje de los trajes, incluyendo el tejido de los jerséis ajustados, el tejido y el bordado, la costura y el montaje del traje nacional.
Esta tradición une a las familias, transmite los oficios tradicionales y refuerza la cultura feroesa de la vida tradicional del pueblo en el contexto de una sociedad moderna.

### Días festivos
Ólavsøka es el 29 de julio; conmemora la muerte de San Olaf. Las celebraciones se llevan a cabo en Tórshavn, comenzando la noche del 28 y continuando hasta el 31. El 28 de julio es media jornada laboral para los miembros de algunos sindicatos, mientras que el Ólavsøkudagur (Día de San Olaf), el 29 de julio, es festivo completo para la mayoría de los miembros del sindicato, pero no para todos.
La celebración oficial comienza el día 29, con la apertura del Parlamento de las Islas Feroe, una costumbre que se remonta a 900 años atrás. Esta comienza con un servicio celebrado en la catedral de Tórshavn; todos los miembros del Parlamento, así como los funcionarios civiles y eclesiásticos, se dirigen a la catedral en procesión. Todos los ministros de la parroquia se turnan para dar el sermón. Tras el servicio, la procesión vuelve al parlamento para la ceremonia de apertura.
Otras celebraciones están marcadas por diferentes tipos de competiciones deportivas, siendo la competición de remo (en el puerto de Tórshavn) la más popular, exposiciones de arte, conciertos de música pop y el famoso baile feroés en Sjónleikarhúsið y en el canto al aire libre de Vaglið el 29 de julio (que continúa después de la medianoche del 30 de julio). Las celebraciones tienen muchas facetas, y aquí sólo se mencionan algunas.
Muchas personas también celebran la ocasión vistiendo el traje nacional feroés.
- Año Nuevo, 1 de enero.
- Jueves Santo
- Viernes Santo
- Domingo de Pascua
- Lunes de Pascua
- Día de la Bandera, 25 de abril.
- Día de la Oración General/Grande (Dýri biðidagur), 4.º viernes después de Pascua.
- Día de la Ascensión
- Domingo de Pentecostés
- Lunes de Pentecostés
- Día de la Constitución, 5 de junio (medio día de fiesta).
- Noche de San Olav, 28 de julio (medio día de vacaciones para algunos sindicatos).
- Día de San Olav, 29 de julio (fiesta completa para algunos sindicatos).
- Nochebuena, 24 de diciembre.
- Día de Navidad, 25 de diciembre.
- El día de San Esteban, 26 de diciembre.
- Nochevieja, 31 de diciembre (media jornada de vacaciones).

### Archivos
Los Archivos Nacionales de las Islas Feroe (en feroés: Tjóðskjalasavnið) se encuentran en Tórshavn. Su principal tarea es recoger, organizar, registrar y conservar los registros de archivo (documentos) de las autoridades, con el fin de ponerlos a disposición del público en el futuro. En este contexto, los Archivos Nacionales supervisan el registro (diario) y los archivos de las autoridades públicas. En la actualidad, no hay ningún otro archivo permanente en las Islas Feroe, pero desde finales de 2017, el Gobierno nacional ha prestado apoyo financiero a un proyecto piloto de tres años de duración, bajo el nombre de "Tvøroyrar Skjalasavn", cuyo objetivo es recopilar archivos privados de la zona.

### Bibliotecas
La Biblioteca Nacional de las Islas Feroe (en feroés: Føroya Landsbókasavn) tiene su sede en Tórshavn y su principal cometido es recopilar, registrar, conservar y difundir el conocimiento de la literatura relacionada con las Islas Feroe. La Biblioteca Nacional también funciona como biblioteca de investigación y biblioteca pública. Además de la Biblioteca Nacional, hay 15 bibliotecas municipales y 11 bibliotecas escolares en las Islas Feroe.

### Museos y galerías
Las Islas Feroe cuentan con numerosos museos y galerías.
Føroya Fornminnissavn, Museo Histórico; Listasavn Førøya, Museo de Arte de las Islas Feroe; Náttúrugripasavnið, Museo de Historia Natural de las Islas Feroe; Norðurlandahúsið, Casa del Norte; Heima á Garði, Hoyvík, Museo al Aire Libre en Hoyvík; Føroya Sjósavn, Acuario de las Islas Feroe en Argir; Galerie Focus, Glarsmiðjan; Listagluggin, Galería de Arte.

### Artes visuales
El arte visual feroés es de gran importancia para la memoria de la identidad nacional feroesa, así como para la difusión del universo visual feroés.
Las diferentes épocas y expresiones de las artes visuales se encuentran y complementan, pero también pueden crear una tensión entre el pasado y la forma actual de expresarse.
En la actualidas se ofrecen sellos feroeses diseñados por artistas feroeses.
La primera exposición de arte feroés se celebró en Tórshavn en 1927.

### Cine
Los cineastas feroeses han realizado varios cortometrajes en particular en las últimas décadas, y Katrin Ottarsdóttir, entre otros, ha dirigido tres largometrajes, varios cortos y documentales desde su debut en 1989 con Rapsodia del Atlántico. En 2012 se creó el Premio de Cine Feroés Geytin. Se trata de dos premios cinematográficos que se entregan una vez al año en un festival de cine en la Casa Nórdica de Tórshavn en diciembre. Los cineastas inscriben sus películas y un comité selecciona hasta diez películas, que se proyectan en el evento en la Casa Nórdica. El premio principal, dotado con veinticinco mil coronas danesas y una estatuilla, se llama Geytin y lo concede la Casa Nórdica, mientras que el segundo premio, el Premio del Público (Áskoðaravirðislønin), está dotado con quince mil coronas danesas y lo concede el Ayuntamiento de Thorshavn. Sakaris Stórá ganó el primer Geytin en diciembre de 2012 con la película Summarnátt (Noche de verano).
En febrero de 2014, su película Vetrarmorgun (Winter Morning) ganó tres premios en la Berlinale. En 2012, Annika á Lofti ganó el Premio del Público.En 2013, Olaf Johannessen ganó un Robert al mejor actor de reparto en la serie de televisión Forbrydelsen III. En 2013 Dávur Djurhuus Geytin ganó por el cortometraje Terminal, mientras que Jónfinn Stenberg obtuvo el Premio del Público por el cortometraje Munch. En 2014, la misma persona ganó ambos premios cinematográficos, ya que Heiðrikur á Heygum ganó tanto el Geytin como el Premio del Público por la película de terror de 30 minutos Skuld (Culpa) Andrias Høgenni ganó ambos premios en el Geytin en 2016 por el cortometraje A Crack.
En 2019, ganó el máximo premio en Geytin por el cortometraje Ikki illa meint. La misma película, que fue su película de graduación en Super 16, fue premiada en el Festival de Cannes, Semaine de la Critique, y también ganó premios cinematográficos daneses como el Robert al mejor cortometraje y el premio de ficción en los Ekko Shortlist Awards.
En 2014, el Ministerio de Cultura de las Islas Feroe recibió una subvención en la Ley de Finanzas para proporcionar apoyo financiero a las películas feroesas. En 2017 se creó Filmshúsið. Filmshúsið se encuentra en Sjóvinnuhúsið, en Tórshavn. Guiarán y ayudarán a la comunidad cinematográfica feroesa y comercializarán las películas feroesas en el extranjero y ayudarán a las producciones cinematográficas. El taller de cine Klippfisk también se encuentra en Sjóvinnuhúsið. Klippfisk cuenta con el apoyo del municipio de Tórshavn y trabaja con jóvenes talentos del cine, incluyendo la organización de la escuela anual de cine Nóllywood para adolescentes. Nóllywood se celebra en la isla de Nólsoy, normalmente durante las vacaciones de verano.

## Deportes

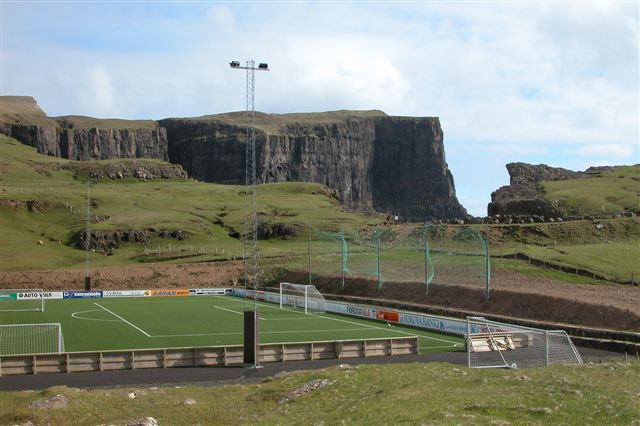
Campo de fútbol en Vágur.

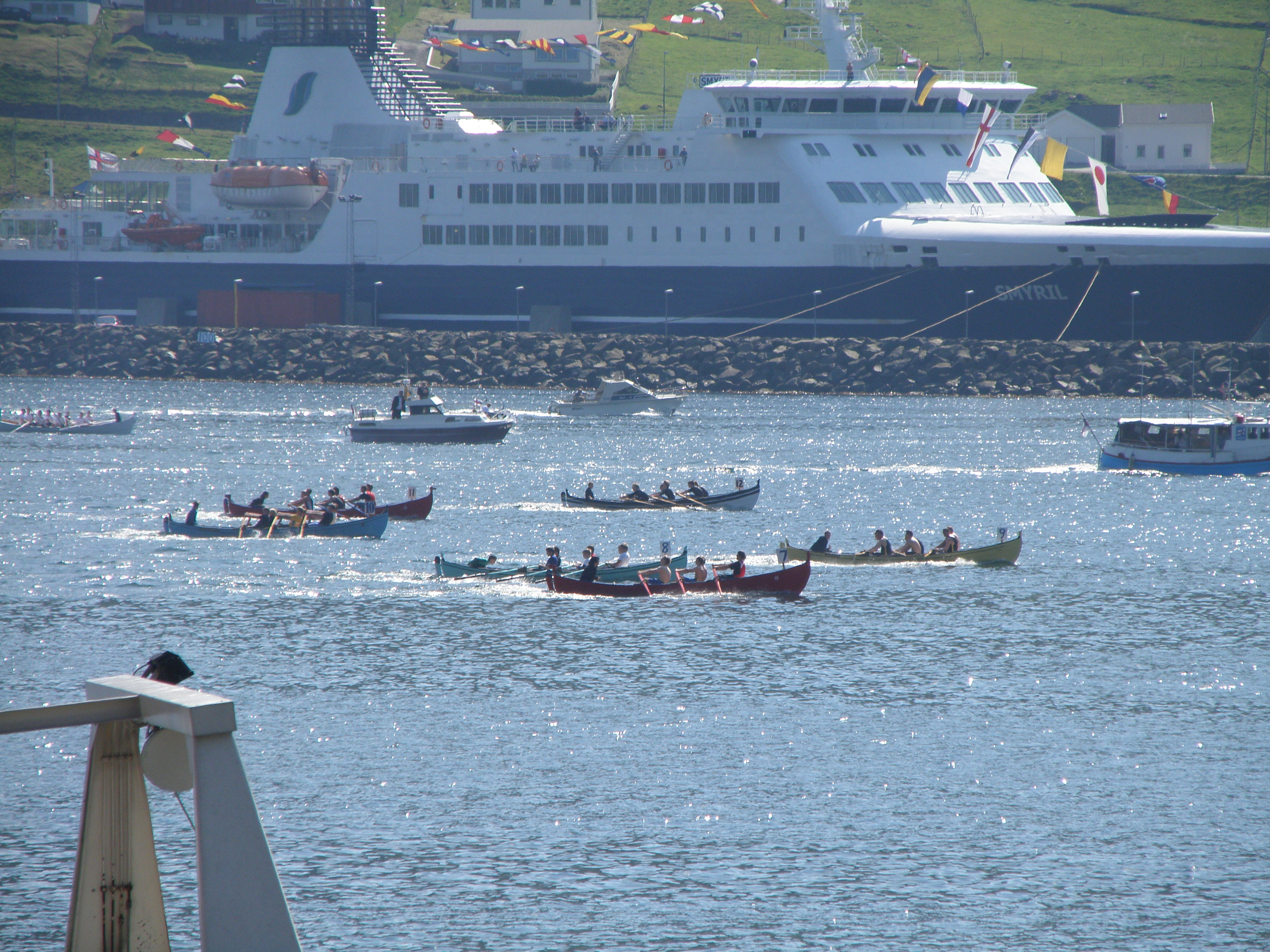
Competición de remo durante el festival Jóansøka en Tvøroyri.

En 2010, en las Feroe había 122 asociaciones deportivas con más de dieciocho mil miembros activos. Las Feroe no forman parte del Comité Olímpico Internacional, donde sus atletas son considerados de nacionalidad danesa. No obstante, envían delegaciones independientes a los Juegos Paralímpicos y a los Juegos de las Islas.
El deporte tradicional es el remo en botes feroeses típicos, que goza de bastante popularidad. Hay veintidós asociaciones de remo, y prácticamente no hay un poblado grande o mediano que no tenga al menos un club. En el festival anual de Ólavsøka y en otros menores se celebran regatas que reúnen a clubes de todo el archipiélago. Los remeros más conocidos son Ove Joensen, quien realizó un recorrido en solitario entre las islas Feroe y Copenhague en 1986 a bordo de un bote construido por él mismo, y Katrin Olsen.
Sin embargo, el deporte más popular entre los feroeses es el fútbol. La Federación de Fútbol de Islas Feroe organiza cuatro divisiones. La máxima categoría, la liga premier, fue fundada en 1942 y cuenta con diez clubes. Los más antiguos se establecieron a finales del siglo XIX. Las Feroe están afiliadas a la UEFA y a la FIFA. Por tanto, su selección nacional participa en las eliminatorias para la Eurocopa y la Copa Mundial de la FIFA. Los pueblos de mayor importancia tienen su propio campo de fútbol, aunque la mayoría son de césped artificial. Los estadios principales, con césped natural, son el Tórsvøllur de Tórshavn y el Svangaskarð de Toftir.
Otros deportes populares, por su número de practicantes, son la gimnasia, el balonmano, el bádminton y el voleibol. El nadador Pál Joenssen obtuvo medalla de plata en el Campeonato Europeo de Natación de 2010. La natación ha dado también varias medallas paralímpicas a las Feroe en los juegos de Seúl 1988, Barcelona 1992 y Sídney 2000. El ajedrez tiene una tradición secular en las islas.